# Liste des épisodes du Monde incroyable de Gumball
Les épisodes de la série télévisée d'animation britannico-américaine Le Monde incroyable de Gumball, créée par Ben Bocquelet, sont initialement diffusés sur Cartoon Network depuis le 3 mai 2011. En France, la série est diffusée depuis le 3 septembre 2011 sur la version française de la chaîne,  le 5 septembre 2012 sur France 3 et le 24 décembre 2016 sur Gulli

## Périodicité
| Saison | Saison | Épisodes | Diffusion originale | Diffusion originale | Diffusion française | Diffusion française |
| Saison | Saison | Épisodes | Première diffusion  | Dernière diffusion  | Première diffusion  | Dernière diffusion  |
| ------ | ------ | -------- | ------------------- | ------------------- | ------------------- | ------------------- |
|        | Pilote | Pilote   | 8 mai 2008          | 8 mai 2008          | 8 mai 2008          | 8 mai 2008          |
|        | 1      | 36       | 3 mai 2011          | 13 mars 2012        | 3 septembre 2011    | 13 avril 2012       |
|        | 2      | 40       | 29 août 2012        | 6 décembre 2013     | 14 novembre 2012    | 21 mars 2014        |
|        | 3      | 40       | 5 juin 2014         | 6 août 2015         | 16 juin 2014        | 26 juin 2015        |
|        | 4      | 40       | 7 juillet 2015      | 22 août 2016        | 9 novembre 2015     | 9 septembre 2016    |
|        | 5      | 40       | 10 septembre 2016   | 8 septembre 2017    | 6 janvier 2017      | 30 septembre 2017   |
|        | 6      | 44       | 5 janvier 2018      | 24 juin 2019        | 30 avril 2018       | 20 octobre 2019     |

## Épisodes

### Pilote (2008)
| Titre (original) | Scénario      | Storyboard   | Date de publication |
| --- | ------------- | ------------ | ------------------- |
| Early Reel | Ben Bocquelet | Sylvain Marc | 8 mai 2008          |
| Les versions prototypes de Gumball et Darwin tentent d'échapper à l'école en construisant une machine Rube Goldberg. |               |              |                     |

### Première saison (2011–12)
| No. épisode | No. dans la saison | Titres (français et original)  | Scénario                                                              | Date de diffusion | Date de diffusion             |
| --- | ------------------ | ------------------------------ | --------------------------------------------------------------------- | ----------------- | ----------------------------- |
| 1 | 1                  | Le DVD The DVD                 | Ben Bocquelet, Jon Foster, & James Lamont                             | 3 mai 2011        | 12 juin 2011 (Avant-première) |
| Gumball et Darwin détruisent accidentellement un DVD de location en retard et tentent d'éviter les conséquences, mais échouent quand Maman le découvre. Note: En France, cet épisode a été diffusé en avant-première le 12 juin 2011, mais la série a été lancée le 3 septembre 2011. La date de diffusion de cet épisode est inconnue. |                    |                                |                                                                       |                   |                               |
| 2 | 2                  | Le Responsable The Responsible | Ben Bocquelet, Andrew Brenner, Jon Foster, Mic Graves, & James Lamont | 9 mai 2011        | 7 septembre 2011              |
| Gumball et Darwin tentent de montrer leur responsabilité en gardant Anais pendant que leurs parents sont à une réunion d'école. |                    |                                |                                                                       |                   |                               |
| 3 | 3                  | Le Troisième The Third         | Ben Bocquelet, Jon Foster, James Lamont, & Sam Ward                   | 16 mai 2011       | 3 septembre 2011              |
| Gumball et Darwin s'ennuient les uns les autres et cherchent un troisième ami pour rendre leur vie plus excitante. |                    |                                |                                                                       |                   |                               |
| 4 | 4                  | La Dette The Debt              | Ben Bocquelet, Jon Foster & James Lamont                              | 16 mai 2011       | 4 septembre 2011              |
| Croyant que sa vie a été sauvée par M. Robinson, Gumball promet de rembourser sa dette en sauvant la vie de M. Robinson. |                    |                                |                                                                       |                   |                               |
| 5 | 5                  | L'Apocalypse The End           | Ben Bocquelet, Jon Foster & James Lamont                              | 23 mai 2011       | TBA                           |
| Gumball et Darwin, pensant que le monde se terminera dans 24 heures, décident de tirer le meilleur parti de leur temps restant. |                    |                                |                                                                       |                   |                               |
| 6 | 6                  | La Robe The Dress              | Ben Bocquelet, Mic Graves, & David Cadji Newby                        | 23 mai 2011       | 8 septembre 2011              |
| Quand ses vêtements sont rétrécis dans la machine à laver par son père, Gumball est forcé de porter la robe de mariage de sa mère à l'école. Bientôt, tout le monde à son école - en particulier Darwin - pense que Gumball dans la robe est une belle fille.                                                                           |                    |                                |                                                                       |                   |                               |
| 7 | 7                  | La Quête The Quest             | Ben Bocquelet, Jon Foster & James Lamont                              | 30 mai 2011       | TBA                           |
| Gumball et Darwin aident Anaïs à récupérer sa poupée bien-aimée après qu'elle l'a perdue sur le chemin de l'école. |                    |                                |                                                                       |                   |                               |
| 8 | 8                  | La Cuillère The Spoon          | Ben Bocquelet, Jon Foster, James Lamont, & Mic Graves                 | 30 mai 2011       | TBA                           |
| Lors de l'achat d'un cadeau de dernière minute pour leur mère, Gumball et Darwin deviennent complices involontairement dans un stick-up à une station-service. |                    |                                |                                                                       |                   |                               |
| 9 | 9                  | La Pression The Pressure       | Ben Bocquelet, Jon Foster, James Lamont, & Sam Ward                   | 6 juin 2011       | 5 septembre 2011              |
| Quand Masami prétend que Darwin est son petit ami, Gumball jure d'aider son ami avant qu'il ne soit embrassé. |                    |                                |                                                                       |                   |                               |
| 10 | 10                 | Le Dessin The Painting         | Ben Bocquelet, Jon Foster, James Lamont, & Mic Graves                 | 13 juin 2011      | 6 septembre 2011              |
| Le principal Brown suppose qu'Anaïs trouve sa famille dysfonctionnelle après avoir vu une photo dessinée par elle, alors il commence à se mêler de leur vie de famille. |                    |                                |                                                                       |                   |                               |
| 11 | 11                 | Le Paresseux The Laziest       | Ben Bocquelet, Jon Foster, James Lamont, & Mic Graves                 | 20 juin 2011      | 9 septembre 2011              |
| Gumball et Darwin défient leur père à une compétition de paresse, le perdant devant faire les corvées du vainqueur. |                    |                                |                                                                       |                   |                               |
| 12 | 12                 | Le Fantôme The Ghost           | Ben Bocquelet, Jon Foster, James Lamont, & Mic Graves                 | 27 juin 2011      | 10 septembre 2011             |
| Quand un fantôme nommé Carrie possède le corps de Gumball pour manger, il doit apprendre à lui dire « non ». |                    |                                |                                                                       |                   |                               |
| 13 | 13                 | Le Mystère The Mystery         | Ben Bocquelet, Jon Foster, James Lamont, & Mic Graves                 | 11 juillet 2011   | 11 septembre 2011             |
| Quand sa classe trouve le Principal Brown enveloppé dans du papier hygiénique, rasé et couvert de peinture verte, Gumball décide d'essayer de trouver le coupable ou de faire face à la détention. |                    |                                |                                                                       |                   |                               |
| 14 | 14                 | La Blague The Prank            | Ben Bocquelet, Jon Foster, & James Lamont                             | 18 juillet 2011   | 12 septembre 2011             |
| Les farces de Gumball et Darwin sur Richard deviennent incontrôlables. |                    |                                |                                                                       |                   |                               |
| 15 | 15                 | Le Kimono The Gi               | Ben Bocquelet, Jon Foster, & James Lamont                             | 25 juillet 2011   | 13 septembre 2011             |
| Gumball et Darwin sont ridiculisés pour leurs costumes d'arts martiaux par leurs camarades de classe, et leur mère essaie de les convaincre de les enlever. |                    |                                |                                                                       |                   |                               |
| 16 | 16                 | Le Bisou The Kiss              | Ben Bocquelet & Mic Graves                                            | 25 juillet 2011   | 14 septembre 2011             |
| Un baiser de Mamie Jojo traumatise Gumball. |                    |                                |                                                                       |                   |                               |
| 17 | 17                 | La Fête The Party              | Ben Bocquelet & Mic Graves                                            | 8 août 2011       | TBA                           |
| Gumball et ses amis sont invités à une fête organisée par la sœur de Tobias, Rachel, mais ils doivent trouver des dates pour y assister. |                    |                                |                                                                       |                   |                               |
| 18 | 18                 | Le Reçu The Refund             | Ben Bocquelet, Jon Foster, & James Lamont                             | 15 août 2011      | TBA                           |
| Gumball et Darwin font de grands efforts pour récupérer leur argent d'un jeu vidéo incompatible, mais la politique du magasin de location les empêche de l'obtenir. |                    |                                |                                                                       |                   |                               |
| 19 | 19                 | Le Robot The Robot             | Ben Bocquelet, Jon Foster, & James Lamont                             | 22 août 2011      | TBA                           |
| Gumball décide d'aider Bobert à agir comme un vrai garçon. Cependant, il devient bientôt une bataille pour son identité même lorsque le robot complote pour prendre sa vie en main. |                    |                                |                                                                       |                   |                               |
| 20 | 20                 | Le Pique-Nique The Picnic      | Ben Bocquelet, James Lamont, & Mic Graves                             | 29 août 2011      | TBA                           |
| Au cours d'une excursion scolaire, Gumball et Darwin ignorent l'avertissement de leur enseignant de contourner une forêt dangereuse et, au lieu de cela, de la traverser. Ils sont désespérément perdus, ils doivent utiliser les très faibles compétences de survie qu'ils ont pour s'échapper.                                        |                    |                                |                                                                       |                   |                               |
| 21 | 21                 | Les Idiots The Goons           | Ben Bocquelet, Jon Foster, James Lamont, & Mic Graves                 | 5 septembre 2011  | 3 janvier 2012                |
| Anaïs essaie de « se baisser » pour s'amuser avec ses frères et son père. Gumball, se sentant exclu, organise une course pour récupérer son père. |                    |                                |                                                                       |                   |                               |
| 22 | 22                 | Le Secret The Secret           | Ben Bocquelet, Jon Foster, & James Lamont                             | 26 septembre 2011 | 2 janvier 2012                |
| Quand Gumball découvre que Darwin cache un terrible secret sur lui, il promet de faire tout ce qu'il faut pour savoir de quoi il s'agit. |                    |                                |                                                                       |                   |                               |
| 23 | 23                 | La Chaussette The Sock         | Ben Bocquelet, Jon Foster, James Lamont, & Sam Ward                   | 3 octobre 2011    | TBA                           |
| M. Small enseigne à Gumball et à Darwin diverses façons de devenir plus honnêtes. |                    |                                |                                                                       |                   |                               |
| 24 | 24                 | Le Génie The Genius            | Ben Bocquelet, Jon Foster, James Lamont, & Mic Graves                 | 10 octobre 2011   | 5 janvier 2012                |
| Avec Darwin pris dans un institut pour génies, Gumball essaie de devenir intelligent pour le rejoindre. Pendant ce temps, Nicole et Richard font face à la possibilité de ne jamais revoir Darwin en faisant venir Rocky, le concierge de l'école.                                                                                      |                    |                                |                                                                       |                   |                               |
| 25 | 25                 | L'Esprit The Poltergeist       | Ben Bocquelet, Jon Foster, James Lamont, Mic Graves, & Sam Ward       | 17 octobre 2011   | TBA                           |
| Richard croit que la maison est hantée quand Gumball permet à M. Robinson de vivre dans le grenier sans le lui dire. |                    |                                |                                                                       |                   |                               |
| 26 | 26                 | La Moustache The Mustache      | Ben Bocquelet & Mic Graves                                            | 21 novembre 2011  | 4 janvier 2012                |
| Gumball et Darwin développent une poussée de croissance étrange et éprouvent les hauts et les bas d'être des adultes. |                    |                                |                                                                       |                   |                               |
| 27 | 27                 | Le Rencard The Date            | Ben Bocquelet, Jon Foster, & James Lamont                             | 28 novembre 2011  | TBA                           |
| Gumball apprend à sortir avec lui pour qu'il puisse sortir avec Penny. Il s'avère plus tard, cependant, qu'il va à un enterrement, pas un rendez-vous. |                    |                                |                                                                       |                   |                               |
| 28 | 28                 | Le Club The Club               | Ben Bocquelet, Jon Foster, James Lamont, & Mic Graves                 | 5 décembre 2011   | 6 janvier 2012                |
| Quand Gumball refuse une offre de rejoindre le Club Des Rejetés, ils cherchent à se venger contre lui. |                    |                                |                                                                       |                   |                               |
| 29 | 29                 | Le Magicien The Wand           | Ben Bocquelet, Jon Foster, James Lamont, & Mic Graves                 | 24 janvier 2012   | 7 janvier 2012                |
| Quand Richard croit qu'une baguette de jouet dans une boîte de céréales est authentique, ses fils doivent réaliser ses différents souhaits. |                    |                                |                                                                       |                   |                               |
| 30 | 30                 | La Guenon The Ape              | Ben Bocquelet, Jon Foster, James Lamont, & Mic Graves                 | 31 janvier 2012   | 8 janvier 2012                |
| Mlle Simian se rapproche de Gumball et de sa famille pour gagner un prix. |                    |                                |                                                                       |                   |                               |
| 31 | 31                 | La Voiture The Car             | Ben Bocquelet, Jon Foster, James Lamont, & Mic Graves                 | 7 février 2012    | 9 janvier 2012                |
| Gumball et Darwin sont assez impatients de faire de nombreuses corvées chez M. Robinson, jusqu'à ce qu'ils détruisent accidentellement sa voiture. |                    |                                |                                                                       |                   |                               |
| 32 | 32                 | La Malédiction The Curse       | Ben Bocquelet, Jon Foster, James Lamont, & Mic Graves                 | 14 février 2012   | 10 janvier 2012               |
| La bonne journée de Gumball tourne de mal en pis tout au long de sa journée d'école, au point où il croit qu'il est maudit. |                    |                                |                                                                       |                   |                               |
| 33 | 33                 | Le Micro-Onde The Microwave    | Ben Bocquelet, Jon Foster, & James Lamont                             | 21 février 2012   | TBA                           |
| Gumball prend toutes les choses grossières qu'il peut trouver et crée une créature avec un appétit cannibale. |                    |                                |                                                                       |                   |                               |
| 34 | 34                 | L'Envahisseuse The Meddler     | Ben Bocquelet, Jon Foster, & James Lamont                             | 28 février 2012   | TBA                           |
| Voyant que Gumball avait besoin d'attention, Nicole traînait avec lui à l'école, ce qui devenait de plus en plus embarrassant pour son fils. |                    |                                |                                                                       |                   |                               |
| 35 | 35                 | Le Casque The Helmet           | Ben Bocquelet, Jon Foster, James Lamont, & Tommy Panays               | 6 mars 2012       | TBA                           |
| Gumball porte un casque chanceux, mais il déchire sa famille. |                    |                                |                                                                       |                   |                               |
| 36 | 36                 | La Bagarre The Fight           | Ben Bocquelet, Jon Foster, James Lamont, & Mic Graves                 | 13 mars 2012      | 11 janvier 2012               |
| Tina Rex exige de se battre avec Gumball. |                    |                                |                                                                       |                   |                               |

### Deuxième saison (2012–13)
| No. épisode | No. dans la saison | Titres (français et original) | Scénario                                                                          | Date de diffusion                                                                              | Date de diffusion                                           |
| --- | ------------------ | ----------------------------- | --------------------------------------------------------------------------------- | ---------------------------------------------------------------------------------------------- | ----------------------------------------------------------- |
| 37 | 1                  | La Télécommande The Remote    | Ben Bocquelet, Jon Foster, James Lamont, & Mic Graves                             | 7 août 2012                                                                                    | 5 décembre 2012                                             |
| Les membres de la famille Watterson tentent de prendre contrôle de la télécommande, du fait que leurs émissions passent en même temps. Note: En France, c'est le dernier épisode mettant en vedette Sasha Capelluto sous le nom de Darwin et le premier à présenter Tim Belasri comme remplaçant.                                      |                    |                               |                                                                                   |                                                                                                |                                                             |
| 38 | 2                  | Le Géant The Colossus         | Ben Bocquelet, Jon Foster, James Lamont, & Mic Graves                             | 14 août 2012                                                                                   | 21 novembre 2012                                            |
| Gumball et Darwin font craquer Hector, un géant résidant à Elmore, et qui se met à tout détruire sur son passage. |                    |                               |                                                                                   |                                                                                                |                                                             |
| 39 | 3                  | Les Chevaliers The Knights    | Ben Bocquelet, Jon Foster, James Lamont, & Mic Graves                             | 21 août 2012                                                                                   | 14 novembre 2012                                            |
| Gumball est défié dans une joute contre Tobias pour gagner l'affection de Penny. |                    |                               |                                                                                   |                                                                                                |                                                             |
| 40 | 4                  | Le Frigo The Fridge           | Ben Bocquelet, Jon Foster, James Lamont, & Mic Graves                             | 4 septembre 2012 (en ligne) 7 septembre 2012 (VOD)                                             | 28 novembre 2012                                            |
| Nicole découvre que Gumball n'a aucune ambition, et décide de le transformer en vainqueur. |                    |                               |                                                                                   |                                                                                                |                                                             |
| 41 | 5                  | La Fleur The Flower           | Ben Bocquelet, Jon Foster, James Lamont, & Mic Graves                             | 11 septembre 2012 (en ligne) 14 septembre 2012 (VOD)                                           | 12 décembre 2012                                            |
| Leslie rend Gumball jaloux lorsqu'il est avec Penny. |                    |                               |                                                                                   |                                                                                                |                                                             |
| 42 | 6                  | La Banane The Banana          | Ben Bocquelet, Jon Foster, & James Lamont                                         | 18 septembre 2012 (en ligne) 21 septembre 2012 (VOD)                                           | 19 décembre 2012                                            |
| Darwin prête un stylo à Joe la Banane, mais voyant qu'il l'a mâchouillé lorsqu'il lui ait rendu, Gumball décide de se venger. |                    |                               |                                                                                   |                                                                                                |                                                             |
| 43 | 7                  | Le Téléphone The Phone        | Ben Bocquelet, Chris Garbutt, & Mic Graves                                        | 28 septembre 2012                                                                              | 2 janvier 2013                                              |
| Gumball et Darwin reçoivent leur tout première téléphone portable, mais donne leur numéro à leur ami « émotif » Ocho. Lorsque Darwin devient accro à son téléphone, Gumball tente de lui reprendre et envoie accidentellement un message à Ocho, lui demandant de venir se battre.                                                     |                    |                               |                                                                                   |                                                                                                |                                                             |
| 44 | 8                  | Le Travail The Job            | Ben Bocquelet, Jon Foster, James Lamont, & Mic Graves                             | 28 septembre 2012                                                                              | 5 décembre 2012                                             |
| Richard obtient un travail de livreur de pizza, et Nicole s'inquiète. Entretemps, de nombreux phénomènes étranges et surréalistes surviennent, apparemment du fait que Richard n'était pas destiné à travailler, et provoque ces phénomènes sans intentions.                                                                           |                    |                               |                                                                                   |                                                                                                |                                                             |
| 45 | 9                  | Halloween                     | Ben Bocquelet, Jon Foster, & James Lamont                                         | 5 octobre 2012                                                                                 | 9 janvier 2013                                              |
| Carrie invite Gumball, Darwin et Anaïs dans une vraie maison hantée pour Halloween. |                    |                               |                                                                                   |                                                                                                |                                                             |
| 46 | 10                 | Le Trésor The Treasure        | Ben Bocquelet, Jon Foster, James Lamont, & Mic Graves                             | 26 octobre 2012                                                                                | 16 janvier 2013                                             |
| Gumball, Darwin, et Anaïs tentent de découvrir pourquoi la famille n'a jamais d'objets de qualité. |                    |                               |                                                                                   |                                                                                                |                                                             |
| 47 | 11                 | Les Excuses The Apology       | Ben Bocquelet, Jon Foster, & James Lamont                                         | 9 novembre 2012                                                                                | 26 novembre 2012                                            |
| Mademoiselle Simian doit des excuses à Gumball et Darwin, mais elle refuse catégoriquement de leur en donner. |                    |                               |                                                                                   |                                                                                                |                                                             |
| 48 | 12                 | L'Honnêteté The Words         | Ben Bocquelet, Jon Foster, & James Lamont                                         | 13 novembre 2012                                                                               | TBA                                                         |
| Darwin, trop poli pour dire ce qu'il a sur le cœur, Gumball décide de lui apprendre à être plus direct. |                    |                               |                                                                                   |                                                                                                |                                                             |
| 49 | 13                 | Le Voleur The Skull           | Ben Bocquelet, Jon Foster, James Lamont, & Mic Graves                             | 20 novembre 2012                                                                               | 19 novembre 2012                                            |
| Clayton détruit accidentellement les vestiaires des garçons, et Gumball et Darwin mentent sur ce qu'il s'est passé. Cependant, Gumball et Darwin sentent être sous l'influence de Clayton. |                    |                               |                                                                                   |                                                                                                |                                                             |
| 50 | 14                 | Le Pari The Bet               | Ben Bocquelet, Jon Foster, & James Lamont                                         | 15 décembre 2012                                                                               | TBA                                                         |
| Bobert devient l'esclave de Gumball pendant une journée après avoir perdu un pari. |                    |                               |                                                                                   |                                                                                                |                                                             |
| 51 | 15                 | Noël Christmas                | Ben Bocquelet, Jon Foster, & James Lamont                                         | 4 décembre 2012 (en ligne) 18 décembre 2012 (VOD, DVD et Blu-ray) 22 décembre 2012 (à la télé) | 24 décembre 2013 (Cartoon Network) 24 décembre 2016 (Gulli) |
| Le Père Noël se fait accidentellement roulé dessus pendant sa visite à Elmore, c'est donc aux Wattersons de sauver Noël. |                    |                               |                                                                                   |                                                                                                |                                                             |
| 52 | 16                 | La Montre The Watch           | Ben Bocquelet, Jon Foster, & James Lamont                                         | 1er février 2013                                                                               | TBA                                                         |
| Gumball et Darwin doivent mettre la mains sur une vieille montre de famille que Darwin a accidentellement donné à un vieillard. |                    |                               |                                                                                   |                                                                                                |                                                             |
| 53 | 17                 | Le Bouseux The Bumpkin        | Ben Bocquelet, Jon Foster, James Lamont, & Mic Graves                             | 15 février 2013                                                                                | TBA                                                         |
| Envieux de son mode de vie sain, Gumball invite Idaho à venir enseigner son mode de vie à sa famille. |                    |                               |                                                                                   |                                                                                                |                                                             |
| 54 | 18                 | Les Lâcheurs The Flakers      | Ben Bocquelet, Jon Foster, & James Lamont                                         | 1er mars 2013                                                                                  | 5 juin 2013                                                 |
| Gumball en veut beaucoup à Darwin de ne pas l'avoir soutenu lors d'une dispute contre Tina, et le traite de lâcheur. Mais Darwin n'est pas de cet avis et refuse de s'excuser. Anaïs va essayer de les réconcilier. Pendant ce temps, Richard, qui a subi une opération chez le dentiste, ressent toujours les effets de l'anesthésie. |                    |                               |                                                                                   |                                                                                                |                                                             |
| 55 | 19                 | L'Autorité The Authority      | Ben Bocquelet, Jon Brittain, Jon Foster, James Lamont, & Mic Graves               | 2 mars 2013                                                                                    | 15 mai 2013                                                 |
| Une fois Richard hospitalisé à la suite d'un accident, Mamie JoJo surprotège sa famille, malgré les réprimandes de Nicole. |                    |                               |                                                                                   |                                                                                                |                                                             |
| 56 | 20                 | Le Virus The Virus            | Ben Bocquelet, Jon Foster, & James Lamont                                         | 5 avril 2013                                                                                   | TBA                                                         |
| Un virus maléfique tente de se venger de Gumball, Darwin, et Teri, après qu'ils ont dissout son armée de bactéries. |                    |                               |                                                                                   |                                                                                                |                                                             |
| 57 | 21                 | Le Poney The Pony             | Ben Bocquelet, Jon Brittain, Mic Graves, Jon Foster, & James Lamont               | 19 avril 2013                                                                                  | TBA                                                         |
| Gumball et Darwin louent un film pour le regarder avec Anaïs, mais prennent du temps à rentrer chez eux. |                    |                               |                                                                                   |                                                                                                |                                                             |
| 58 | 22                 | Le Héros The Hero             | Ben Bocquelet, Jon Foster, James Lamont, & Mic Graves                             | 26 avril 2013                                                                                  | TBA                                                         |
| Richard déprime lorsqu'il apprend que Gumball et Darwin ont honte de lui. |                    |                               |                                                                                   |                                                                                                |                                                             |
| 59 | 23                 | Le Rêve The Dream             | Ben Bocquelet, Jon Brittain, Tom Crowley, Jon Foster, James Lamont, & Tobi Wilson | 7 juin 2013                                                                                    | TBA                                                         |
| Gumball éprouve de la rancœur à l'encontre de Darwin pour avoir embrassé Penny à sa place dans un rêve. |                    |                               |                                                                                   |                                                                                                |                                                             |
| 60 | 24                 | Le Sous-Fifre The Sidekick    | Ben Bocquelet, Jon Brittain, Tom Crowley, Jon Foster, James Lamont, & Tobi Wilson | 28 juin 2013                                                                                   | TBA                                                         |
| Les tentatives de Gumball et Darwin pour que Tobias leur rende leur jeu-vidéo sont entravées quand Darwin commence à se sentir comme un simple acolyte à Gumball. |                    |                               |                                                                                   |                                                                                                |                                                             |
| 61 | 25                 | La Photo The Photo            | Ben Bocquelet, Jon Brittain, Tom Crowley, Jon Foster, James Lamont, & Tobi Wilson | 5 juillet 2013                                                                                 | TBA                                                         |
| Gumball tente de paraître beau sur sa photo de classe. |                    |                               |                                                                                   |                                                                                                |                                                             |
| 62 | 26                 | La Poubelle The Tag           | Ben Bocquelet, Jon Brittain, Tom Crowley, Jon Foster, James Lamont, & Tobi Wilson | 19 juillet 2013                                                                                | TBA                                                         |
| À cause d'une querelle avec monsieur Robinson, concernant une poubelle, Richard se retrouve assigné à résidence. Mais, il veut absolument se venger, tout comme monsieur Robinson. Gumball et Darwin tentent, de leur côté, de les réconcilier.                                                                                        |                    |                               |                                                                                   |                                                                                                |                                                             |
| 63 | 27                 | La Tornade The Storm          | Ben Bocquelet, Jon Brittain, Jon Foster, & James Lamont                           | 26 juillet 2013                                                                                | TBA                                                         |
| Gumball tente de réunir Alan et Carmen de leur rupture amoureuse. |                    |                               |                                                                                   |                                                                                                |                                                             |
| 64 | 28                 | La Leçon The Lesson           | Ben Bocquelet, Jon Brittain, Tom Crowley, Jon Foster, James Lamont, & Tobi Wilson | 2 août 2013                                                                                    | TBA                                                         |
| Gumball et Darwin trichent à leur examen de maths, et sont alors conduits en salle de colle. |                    |                               |                                                                                   |                                                                                                |                                                             |
| 65 | 29                 | Le Jeu The Game               | Ben Bocquelet, Jon Brittain, Tom Crowley, Jon Foster, James Lamont, & Tobi Wilson | 9 août 2013                                                                                    | TBA                                                         |
| La famille Watterson doit survivre à un jeu d'« Action ou esquive » riche en conséquences. |                    |                               |                                                                                   |                                                                                                |                                                             |
| 66 | 30                 | La limite The Limit           | Ben Bocquelet, Jon Foster, Chris Garbutt, & James Lamont                          | 16 août 2013                                                                                   | TBA                                                         |
| Nicole devient folle furieuse, après que Gumball, Darwin, Anaïs et Richard ont tenté de voler des bonbons dans un supermarché. |                    |                               |                                                                                   |                                                                                                |                                                             |
| 67 | 31                 | La Voix The Voice             | Ben Bocquelet, Jon Brittain, Tom Crowley, Jon Foster, James Lamont, & Tobi Wilson | 13 septembre 2013                                                                              | TBA                                                         |
| Gumball et Darwin reçoivent un e-mail menaçant anonyme, et suspectent tout le monde à leur école. |                    |                               |                                                                                   |                                                                                                |                                                             |
| 68 | 32                 | La Promesse The Promise       | Ben Bocquelet, Jon Brittain, Tom Crowley, Jon Foster, James Lamont, & Tobi Wilson | 20 septembre 2013                                                                              | TBA                                                         |
| Darwin tente de retarder une promesse faite à Joe la Banane, afin de jouer à un jeu vidéo avec Gumball. |                    |                               |                                                                                   |                                                                                                |                                                             |
| 69 | 33                 | Le Domaine The Castle         | Ben Bocquelet, Jon Brittain, Tom Crowley, Jon Foster, James Lamont, & Tobi Wilson | 27 septembre 2013                                                                              | TBA                                                         |
| Richard doit s'occuper de la maison en l'absence de Nicole, mais son manque d'autorité et sa trop grande tolérance attirent des intrus indésirables. |                    |                               |                                                                                   |                                                                                                |                                                             |
| 70 | 34                 | L'Incompris The Boombox       | Ben Bocquelet, Jon Brittain, Tom Crowley, Jon Foster, James Lamont, & Tobi Wilson | 4 octobre 2013                                                                                 | TBA                                                         |
| Gumball et Darwin tentent de comprendre le message en beatbox de Juke. |                    |                               |                                                                                   |                                                                                                |                                                             |
| 71 | 35                 | La Cassette The Tape          | Ben Bocquelet, Jon Foster, & James Lamont                                         | 11 octobre 2013                                                                                | 20 juin 2013                                                |
| Gumball et Darwin filment une série de vidéos sur leur caméra. |                    |                               |                                                                                   |                                                                                                |                                                             |
| 72 | 36                 | Les Pulls The Sweaters        | Ben Bocquelet, Jon Foster, & James Lamont                                         | 18 octobre 2013                                                                                | TBA                                                         |
| Sans même s'en soucier, la réputation de Gumball et Darwin est remise en cause par deux étudiants humains d'un lycée voisin. |                    |                               |                                                                                   |                                                                                                |                                                             |
| 73 | 37                 | Internet The Internet         | Yann Benedi, Ben Bocquelet, Guillaume Cassuto, & Antoine Perez                    | 1er novembre 2013                                                                              | 20 novembre 2013                                            |
| Gumball met accidentellement une vidéo en ligne de lui sur Elmore Stream, et est forcé de se confronter à Internet en personne. |                    |                               |                                                                                   |                                                                                                |                                                             |
| 74 | 38                 | Le Plan The Plan              | Ben Bocquelet, Jon Foster, James Lamont, & Tobi Wilson                            | 15 novembre 2013                                                                               | 27 novembre 2013                                            |
| Pensant que leur mère est séduite par un dénommé « Daniel Lennard », les enfants Watterson tentent de trouver un plan pour la sauver. |                    |                               |                                                                                   |                                                                                                |                                                             |
| 75 | 39                 | Le Monde The World            | Ben Bocquelet, Jon Brittain, Tom Crowley, Jon Foster, James Lamont, & Tobi Wilson | 22 novembre 2013                                                                               | 4 décembre 2013                                             |
| L'épisode montre la vie des objets « inanimés » de la série. |                    |                               |                                                                                   |                                                                                                |                                                             |
| 76 | 40                 | La Fin The Finale             | Ben Bocquelet, Jon Brittain, Tom Crowley, Jon Foster, James Lamont, & Tobi Wilson | 6 décembre 2013                                                                                | 11 décembre 2013                                            |
| La famille Watterson est surprise de découvrir que toutes leurs actions passées ont des conséquences. La fin de l'épisode est inconnue. |                    |                               |                                                                                   |                                                                                                |                                                             |

### Troisième saison (2014–16)
| No. épisode | No. dans la saison | Titres (français et original)            | Scénario                                                                                                   | Date de diffusion | Date de diffusion |
| --- | ------------------ | ---------------------------------------- | --- | ----------------- | ----------------- |
| 77 | 1                  | Les Enfants The Kids                     | Ben Bocquelet, Guillaume Cassuto, Mic Graves, & Tobi Wilson                                                | 10 juin 2009      | 29 septembre 2009 |
| Lorsque les voix de Gumball et de Darwin commencent à se détraquer, ils rendent visite à un médecin qui leur dit qu'ils atteignent la puberté. Déprimé qu'ils pourraient grandir, Gumball et Darwin tentent de s'accrocher à leur enfance aussi étroitement que possible. Note: Aux Etats-Unis, ceci est le dernier épisode mettant en vedette Logan Grove et Kwesi Bokaye dans le rôle de Gumball et Darwin, et le premier avec Jacob Hopkins et Terrell Ransom Jr. comme nouveaux acteurs vocaux. |                    |                                          | |                   |                   |
| 78 | 2                  | L'Admiratrice The Fan                    | Ben Bocquelet, Jess Ransom, Howard Read, & Tobi Wilson                                                     | 11 juin 2014      | 29 septembre 2014 |
| Sarah (une fille de cône de crème glacée) devient le fan numéro un obsessionnel de Gumball et de Darwin. |                    |                                          | |                   |                   |
| 79 | 3                  | Le Coach The Coach                       | Ben Cottam, Paul McKenna, Jess Ransom, & Tobi Wilson                                                       | 16 juin 2014      | 6 octobre 2014    |
| Le nouveau coach d'Elmore Junior High, un cube rouge connu sous le nom de « coach », se dresse contre Jamie, et Jamie promet de récupérer sa crédibilité en attaquant l'entraîneur. |                    |                                          | |                   |                   |
| 80 | 4                  | Le Bonheur The Joy                       | Ben Bocquelet, Ben Cottam, Mic Graves, Kieran Hodgson, Tom Meltzer, Jess Ransom, Joe Parham, & Tobi Wilson | 17 juin 2014      | 13 octobre 2014   |
| Après avoir été étreint par Richard un matin, Gumball et Darwin deviennent stupidement heureux et finissent par répandre un virus de joie contagieuse semblable à un zombie à travers Elmore Junior High, que Mlle Simian doit mettre un terme à tout ça avec son « pouvoir du pessimisme ». |                    |                                          | |                   |                   |
| 81 | 5                  | Le Toutou The Puppy                      | Tim Allsop, Ben Bocquelet, Ben Cottam, Stewart Williams, & Guillaume Cassuto                               | 23 juin 2014      | 17 octobre 2014   |
| Le chiot tant attendu des enfants Watterson s'avère être une tortue qui les déteste. |                    |                                          | |                   |                   |
| 82 | 6                  | La Recette The Recipe                    | Ben Bocquelet, Guillaume Cassuto, Mic Graves, & Tobi Wilson                                                | 24 juin 2014      | 20 octobre 2014   |
| Gumball et Darwin découvrent le secret de l'immortalité de leur camarade de classe Anton, mais les choses tournent mal lorsqu'ils finissent par créer de nombreux clones de Anton. |                    |                                          | |                   |                   |
| 83 | 7                  | Le Nom The Name                          | Tim Allsop, Ben Bocquelet, Mic Graves, Tom Meltzer, Joe Parham, & Stewart Williams                         | 30 juin 2014      | 21 octobre 2014   |
| Gumball change de comportement lorsqu'il apprend que son véritable prénom est Zach. Mais Zach se révèle être le mauvais côté de Gumball et prend le dessus. |                    |                                          | |                   |                   |
| 84 | 8                  | Les Figurants The Extras                 | Ben Bocquelet, Guillaume Cassuto, & Mic Graves                                                             | 19 juillet 2014   | 28 octobre 2014   |
| Aujourd'hui, il ne se passe rien dans la vie de Gumball et Darwin. Les figurants peuvent enfin avoir leur propre épisode. |                    |                                          | |                   |                   |
| 85 | 9                  | Les Râleurs The Gripes                   | Tim Allsop, Ben Bocquelet, Guillaume Cassuto, Kieran Hodgson, Stewart Williams, & Tobi Wilson              | 15 août 2014      | 15 novembre 2014  |
| Gumball et Darwin se plaignent tout le temps. Les habitants d'Elmore vont croire qu'ils sont pauvres et veulent leurs offrir beaucoup d'argent. |                    |                                          | |                   |                   |
| 86 | 10                 | Les Vacances The Vacation                | Guillaume Cassuto, Mic Graves, & Tobi Wilson                                                               | 22 août 2014      | 31 octobre 2014   |
| Après que Nicole ait raconté une histoire terrifiante à sa famille, les Watterson vont croire que l'histoire se réalise vraiment. |                    |                                          | |                   |                   |
| 87 | 11                 | L'Imposteur The Fraud                    | Ben Bocquelet, Guillaume Cassuto, Mic Graves, & Tobi Wilson                                                | 30 septembre 2014 | 16 février 2015   |
| Gumball et Darwin découvrent que le diplôme de principal Brown est faux, et Brown va tout faire pour les convaincre de ne rien révéler. |                    |                                          | |                   |                   |
| 88 | 12                 | Le Néant The Void                        | Ben Bocquelet, Guillaume Cassuto, Mic Graves, Paul Rice, & Tobi Wilson                                     | 6 octobre 2014    | 29 mars 2015      |
| Gumball et Darwin vont enquêter sur la disparition de Molly, une ancienne élève. Avec l'aide de Mr Small, ils vont découvrir un monde qu'ils n'auraient jamais dû découvrir, un monde où sont envoyées toutes les erreurs du monde... |                    |                                          | |                   |                   |
| 89 | 13                 | Le Patron The Boss                       | Ben Bocquelet, Guillaume Cassuto, Mic Graves, Joe Parham, & Tobi Wilson                                    | 17 octobre 2014   | 3 avril 2015      |
| Lorsque Mr. Robinson est victime d'un accident, Gumball et Darwin décident d'aider son fils, Rocky Robinson, à obtenir un meilleur emploi pour pouvoir payer l'opération. |                    |                                          | |                   |                   |
| 90 | 14                 | Le Menteur The Move                      | Ben Bocquelet, Guillaume Cassuto, Mic Graves, Joe Parham, & Tobi Wilson                                    | 13 octobre 2014   | 26 avril 2015     |
| Gumball et Darwin tentent d'aider Clayton à ne plus mentir, mais tout ne va pas se passer comme prévu. |                    |                                          | |                   |                   |
| 91 | 15                 | La Loi The Law                           | Guillaume Cassuto, Mic Graves, Joe Parham, & Tobi Wilson                                                   | 20 octobre 2014   | 3 juin 2015       |
| Shérif Donut décide de prouver à Gumball et Darwin qu'être flic, c'est cool. Mais quand il dépasse les bornes, le chef de la police lui retire son enseigne et c'est toute la société qui s'effondre. |                    |                                          | |                   |                   |
| 92 | 16                 | L'Allergie The Allergy                   | Ben Bocquelet, Guillaume Cassuto, Mic Graves, & Joe Parham                                                 | 21 octobre 2014   | 31 juillet 2015   |
| Gumball essaye de trouver un remède à l'allergie de Darwin. |                    |                                          | |                   |                   |
| 93 | 17                 | Les Mères The Mothers                    | Ben Bocquelet, Guillaume Cassuto, Jon Foster, Mic Graves, James Lamont, Joe Parham, & Tobi Wilson          | 28 octobre 2014   | 3 août 2015       |
| Gumball, Darwin, Tobias et Joe essayent de prouver que leur mère est la meilleure en organisant un Affrontemaman. |                    |                                          | |                   |                   |
| 94 | 18                 | Le Mot de Passe The Password             | Ben Bocquelet, Guillaume Cassuto, Mic Graves, & Joe Parham                                                 | 15 novembre 2014  | 10 août 2015      |
| Richard a changé le mot de passe d'ordiateur des enfants, et Gumball et Darwin tentent de le trouver. |                    |                                          | |                   |                   |
| 95 | 19                 | Les Procrastinateurs The Procrastinators | Ben Bocquelet, Guillaume Cassuto, Mic Graves, Joe Parham, & Tobi Wilson                                    | 4 décembre 2014   | 17 août 2015      |
| Nicole demande à Gumball et Darwin de sortir la poubelle, mais ils remettent toujours leur tâche à plus tard. |                    |                                          | |                   |                   |
| 96 | 20                 | La Coquille The Shell                    | Ben Bocquelet, Guillaume Cassuto, Tom Crowley, & Tobi Wilson                                               | 9 février 2015    | 31 août 2015      |
| Gumball va sans le faire exprès casser la coquille de Penny, et va découvrir sa vraie beauté. Trivia: Ceci est l'épisode préférer de Guillaume Cassuto, un scénariste de l'épisode. |                    |                                          | |                   |                   |
| 97 | 21                 | Le Hamster The Burden                    | Ben Bocquelet, Guillaume Cassuto, Mic Graves, Joe Parham, Jess Ransom, & Tobi Wilson                       | 28 mars 2015      | 25 septembre 2015 |
| Gumball et Darwin sont chargés par principal Brown de s'occuper pendant le week-end du hamster du collège, Chris Morris. Alors qu'ils n'étaient pas très contents au début, ils vont découvrir que Chris est sympa. Mais ils vont aussi découvrir qu'il n'était pas celui qu'ils croyaient... |                    |                                          | |                   |                   |
| 98 | 22                 | Les Potes The Bros                       | Ben Bocquelet, Guillaume Cassuto, Joe Parham, Jess Ransom, & Tobi Wilson                                   | 29 mars 2015      | 28 septembre 2015 |
| Darwin devient jaloux de Penny, car Gumball ne passe plus de temps avec son frère. Il va essayer de les faire rompre. |                    |                                          | |                   |                   |
| 99 | 23                 | Le Miroir The Mirror                     | Ben Bocquelet, Guillaume Cassuto, & Joe Parham                                                             | 10 août 2015      | 31 octobre 2015   |
| Gumball reçoit un e-mail qui dit que s'il ne l'envoie pas à 25 autres personnes, une malédiction va s'abattre sur lui. Gumball va le supprimer. Mais il va moins rigoler quand il va découvrir que c'était vrai. |                    |                                          | |                   |                   |
| 100 | 24                 | Les Hommes The Man                       | Ben Bocquelet, Guillaume Cassuto, Joe Parham, & Tobi Wilson                                                | 17 août 2015      | 9 novembre 2015   |
| Mamie Jojo a un nouvel amoureux: Louie. Richard a du mal à l'accepter. |                    |                                          | |                   |                   |
| 101 | 25                 | La Pizza The Pizza                       | Ben Bocquelet, Guillaume Cassuto, Joe Parham, & Tobi Wilson                                                | 31 août 2015      | 16 novembre 2015  |
| Larry va démissionner, ce qui va provoquer l'apocalypse à Elmore. Note: Cet épisode a été abandonné et refait pour cette version. |                    |                                          | |                   |                   |
| 102 | 26                 | Le Leurre The Lie                        | Ben Bocquelet, Guillaume Cassuto, Joe Parham, Jess Ransom, & Tobi Wilson                                   | 25 septembre 2015 | 11 décembre 2015  |
| Gumball et Anais inventent une nouvelle fête, la Saint-Machin. |                    |                                          | |                   |                   |
| 103 | 27                 | Le Papillon The Butterfly                | Ben Bocquelet, Guillaume Cassuto, Joe Parham, Jess Ransom, & Tobi Wilson                                   | 9 novembre 2015   | 25 janvier 2016   |
| Gumball va libérer un petit papillon, qui va malheureusement provoquer un tsunami. |                    |                                          | |                   |                   |
| 104 | 28                 | La Question The Question                 | Ben Bocquelet, Guillaume Cassuto, Tony Hull, Joe Parham, & Tobi Wilson                                     | 16 novembre 2015  | 1er février 2016  |
| Après avoir eu un excès de sucre, Gumball et Darwin cherchent la réponse à la vie. |                    |                                          | |                   |                   |
| 105 | 29                 | Le Saint The Saint                       | Ben Bocquelet, Joe Parham, Jess Ransom, & Tobi Wilson                                                      | 11 décembre 2015  | 8 février 2016    |
| Gumball va essayer de prouver que Alan a un côté méchant. |                    |                                          | |                   |                   |
| 106 | 30                 | L'Ami The Friend                         | Ben Bocquelet, Guillaume Cassuto, Joe Parham, Jess Ransom, & Tobi Wilson                                   | 7 janvier 2016    | 15 février 2016   |
| Gumball et Darwin essayent de trouver un ami imaginaire à Anais, qui va se révéler être un fugitif recherché par la police... |                    |                                          | |                   |                   |
| 107 | 31                 | L'Oracle The Oracle                      | Ben Bocquelet, Guillaume Cassuto, Mic Graves, Tony Hull, Richard Overall, Joe Parham, & Tobi Wilson        | 14 janvier 2016   | 22 février 2016   |
| A un vide-grenier, Gumball trouve un tableau fait par la mère de Joe la banane, montrant le futur. On y voit dessus Gumball nu au centre commercial. Il va alors essayer d'empêcher cette horreur. |                    |                                          | |                   |                   |
| 108 | 32                 | La Sécurité The Safety                   | Ben Bocquelet, Louise Coats, Joe Parham, & Tobi Wilson                                                     | 21 janvier 2016   | 29 février 2016   |
| Après avoir vu un film sur la sécurité, Darwin va devenir complètement fou. |                    |                                          | |                   |                   |
| 109 | 33                 | La Société The Society                   | Ben Bocquelet, Jess Ransom, & Tobi Wilson                                                                  | 28 janvier 2016   | 7 mars 2016       |
| Gumball croit qu'il y a une société secrète à l'école. |                    |                                          | |                   |                   |
| 110 | 34                 | Le Spoiler The Spoiler                   | Ben Bocquelet, Jess Ransom, & Tobi Wilson                                                                  | 11 février 2016   | 11 avril 2016     |
| Gumball veut aller voir un film d'horreur, Le Démontiste, mais doit attendre d'avoir son argent de poche. |                    |                                          | |                   |                   |
| 111 | 35                 | Le Décompte The Countdown                | Ben Bocquelet, Guillaume Cassuto, Joe Parham, Jess Ransom, & Tobi Wilson                                   | 18 février 2016   | 18 avril 2016     |
| Gumball et Darwin essayent d'arriver à l'heure au collège, mais vont malencontreusement dérégler le temps. |                    |                                          | |                   |                   |
| 112 | 36                 | Le Rien The Nobody                       | Ben Bocquelet, Louise Coats, Tim Mills, Jess Ransom, Paul Rice, and Tobi Wilson                            | 11 mars 2016      | 7 avril 2016      |
| Un intrus squatte chez Gumball et Darwin... |                    |                                          | |                   |                   |
| 113 | 37                 | La Mauvaise Humeur The Downer            | Ben Bocquelet, Jess Ransom, & Tobi Wilson                                                                  | 18 avril 2016     | 14 avril 2016     |
| Gumball n'a jamais été de si mauvaise humeur. Nicole, Richard, Anaïs et Darwin l'énervent et Gumball veut qu'ils disparaissent. Mais son vœu s’exhausse. |                    |                                          | |                   |                   |
| 114 | 38                 | L'Œuf The Egg                            | Ben Bocquelet, Guillame Cassuto, Mic Graves, Joe Parham, Jess Ransom, & Tobi Wilson                        | 26 avril 2016     | 21 avril 2016     |
| Anais et Billy, vont bien s'entendre. Note: Cet épisode a été diffusé dans d'autres pays (y compris le Royaume-Uni) comme un épisode de la saison 3, sauf aux États-Unis, ou l'épisode La Rentrée a été diffusée à la place. |                    |                                          | |                   |                   |
| 115 | 39                 | Le Triangle The Triangle                 | Ben Bocquelet, Mic Graves, Tim Mills, Richard Overall, Richard Preddy, & Joe Parham                        | 9 mai 2016        | 28 avril 2016     |
| Dans l'orchestre de l'école, Gumball a le triangle. Mais il ne l'accepte pas. |                    |                                          | |                   |                   |
| 116 | 40                 | L'Argent The Money                       | Ben Bocquelet, Guillaume Cassuto, Mic Graves, Joe Parham, Jess Ransom, Tobi Wilson, & Tim Mills            | 30 mai 2016       | 16 mai 2016       |
| Richard a perdu l'argent de la famille. Larry leur propose de jouer dans une publicité pour le fast-food Au Bon Burger, mais ils vont refuser. |                    |                                          | |                   |                   |

### Quatrième saison (2015–16)
| No. épisode | No. dans la saison | Titres (français et original)                                             | Scénario | Date de diffusion                                                       | Date de diffusion  |
| --- | ------------------ | ------------------------------------------------------------------------- | --- | ----------------------------------------------------------------------- | ------------------ |
| 117 | 1                  | La Rentrée The Return                                                     | Ben Bocquelet, Louise Coats, Mic Graves, Andrew Jones, Ciaran Murtagh, Joe Parham, & Tobi Wilson | 17 juillet 2015                                                         | 9 novembre 2015    |
| C'est le premier jour de rentrée scolaire pour Gumball, Darwin et Anais, mais les trois ne sont pas là - et quand Richard découvre qu'il les a laissés dans un bal du centre commercial qui est sur le point d'être expédié dans un autre pays, Richard doit prouve qu'il est un bon père en emmenant ses enfants à l'école sans que Nicole le sache. Note: Bien qu'il ait été produit dans le cadre de la quatrième saison et qu'il soit appelé la première de la saison quatre sur TV Guide, l'épisode a été diffusé en tant que trente-huitième épisode de la saison trois aux États-Unis. |                    |                                                                           | |                                                                         |                    |
| 118 | 2                  | L'Ennemi The Nemesis                                                      | Ben Bocquelet, Louise Coats, Mic Graves, Timothy Mills, Joe Parham, & Jess Ransom | 31 juillet 2015                                                         | 16 novembre 2015   |
| L'ennemi juré de Gumball et de Darwin Rob tente toujours de se venger d'eux en l'abandonnant dans la dimension des erreurs du monde, mais quand toutes ses tentatives échouent, Gumball et Darwin décident de l'aider et finissent par mener Rob à concocter un plan pour inonder toute la ville. |                    |                                                                           | |                                                                         |                    |
| 119 | 3                  | La Bande The Crew                                                         | Ben Bocquelet, Louise Coats, Mic Graves, Tim Mills, Joe Parham, Richard Preddy, Jess Ransom, & Tobi Wilson | 3 août 2015                                                             | 11 décembre 2015   |
| Gumball et Darwin décident de rejoindre l'équipe des seniors, composée de Marvin (la fève à la gelée rouge), Betty (le tableau vert), et Donald (le carré à carreaux), après avoir déterminé qu'ils sont les plus "hardcore" d'Elmore, mais ils se mettent dans la tête quand ils pensent que Marvin veut que la souris soit morte pour avoir quitté l'équipage. Note: Au Royaume-Uni et sur des plateformes numériques telles qu'iTunes, Amazon Prime et Hulu Plus, l'épisode se termine avec le Donut Sheriff en train de capturer Marvin alors que ce dernier essaie d'expliquer qu'il n'est pas armé. Les versions montrées sur la plupart des canaux de Cartoon Network et l'application Cartoon Network terminent l'épisode avec Marvin, Betty et Donald entourés par la police dans le bassin après le départ de Gumball et Darwin. |                    |                                                                           | |                                                                         |                    |
| 120 | 4                  | Les Autres The Others                                                     | Nathan Auerbach, Daniel Berg, Ben Bocquelet, Louise Coats, Timothy Mills, & Joe Parham | 10 août 2015                                                            | 18 décembre 2015   |
| Quand Gumball et Darwin apprennent qu'Anais est en huitième année et qu'Elmore Junior High a plus d'élèves que ceux qu'ils rencontrent habituellement, le spectacle se transforme en un drame adolescent appelé Le Pseudo Monde de Clare sur une mopey, une fille aux cheveux verts nommée Clare Cooper dit au revoir à ses amies avant de s'éloigner, et Gumball et Darwin continuent à se planter dans l'histoire de Clare pour qu'ils puissent lui donner une fin heureuse. |                    |                                                                           | |                                                                         |                    |
| 121 | 5                  | La Signature The Signature                                                | Nathan Auerbach, Daniel Berg, Ben Bocquelet, Louise Coats, & Tobi Wilson | 17 août 2015                                                            | 7 janvier 2016     |
| Quand Richard apprend que Mamie Jojo a l'intention d'épouser Louie (qu'elle fréquente depuis "Les Hommes" de la saison 3), il décide de ne pas devenir son beau-père en l'adoptant comme l'un des enfants. Les choses deviennent plus collantes quand Louie trompe Nicole en étant adoptée comme sa fille et le père biologique de Richard, un rat nommé Frankie, revient pour tromper Richard en lui signant la maison. |                    |                                                                           | |                                                                         |                    |
| 122 | 6                  | Le Chèque The Check                                                       | Nathan Auerbach, Daniel Berg, Ben Bocquelet, Louise Coats, Jess Ransom, & Tobi Wilson | 31 août 2015                                                            | 14 janvier 2016    |
| Gumball, Darwin et Anaïs sont ravis lorsque Grand-père Louie leur donne un chèque de 5000 $, mais la famille se bat bientôt pour savoir comment le dépenser. |                    |                                                                           | |                                                                         |                    |
| 123 | 7                  | La Terreur The Pest                                                       | Ben Bocquelet, Tobi Wilson, Jess Reasom, Lousie Coats, Daniel Berg, Nathan Auerbach & Joe Parham | 25 septembre 2015                                                       | 21 janvier 2016    |
| Gumball et Darwin aident Anaïs quand elle est harcelée par Billy Parham, qui est toujours endolori à cause de la rupture de leur amitié. |                    |                                                                           | |                                                                         |                    |
| 124 | 8                  | La Vente The Sale                                                         | Nathan Auerbach, Daniel Berg, Ben Bocquelet, Louise Coats, Joe Parham, & Tobi Wilson | 28 septembre 2015                                                       | 28 janvier 2016    |
| Gumball et Darwin sont écrasés pour apprendre que M. Robinson vend sa maison et s'éloigner, et quand ils tentent de faire durer leurs derniers moments ensemble, le duo décide de saboter la vente. |                    |                                                                           | |                                                                         |                    |
| 125 | 9                  | Le Cadeau The Gift                                                        | Ben Bocquelet, Mark Evans, Louise Coats, Joe Parham, Daniel Berg, Nathan Auerbach, & Tobi Wilson | 3 octobre 2015                                                          | 11 février 2016    |
| C'est l'anniversaire de Masami, et les élèves d'Elmore Junior High courent pour lui offrir le cadeau parfait, car le père de Masami est à la tête de L'Usine Ac-En-Ciel et si sa fille n'a pas un super cadeau, leurs familles pourraient s'enfuir. |                    |                                                                           | |                                                                         |                    |
| 126 | 10                 | Le Parking The Parking                                                    | Nathan Auerbach, Daniel Berg, Ben Bocquelet, Louise Coats, Mic Graves, Joe Parham & Tobi Wilson | 4 octobre 2015                                                          | 18 février 2016    |
| Lors d'une journée passée au Centre Commercial d'Elmore, les Watterson se battent pour trouver une place de parking. |                    |                                                                           | |                                                                         |                    |
| 127 | 11                 | La Routine The Routine                                                    | Ben Bocquelet, Louise Coats, Nathan Auerbach, Daniel Berg, Andrew Jones, Ciaran Murtagh, Tom Neenan, Andy Wolton, Joe Parham & Tobi Wilson                                                                                   | 5 octobre 2015                                                          | 11 mars 2016       |
| Le voyage de Richard au magasin pour trouver de la mayonnaise pour la nuit de burger de la famille se transforme en une quête de style Conan le barbare où il s'affronte contre le père de Tina Rex, M. Rex. |                    |                                                                           | |                                                                         |                    |
| 128 | 12                 | L'Actualisation The Upgrade                                               | Ben Bocquelet, Mic Graves, Louise Coats, Nathan Auerbach, Daniel Berg, Joe Parham & Tobi Wilson | 19 octobre 2015                                                         | 4 avril 2016       |
| Gumball et Darwin mettent à jour Bobert le robot - et découvrent que son nouveau système d'exploitation est plein d'applications buggées et inutiles et qu'il est sujet à se planter. |                    |                                                                           | |                                                                         |                    |
| 129 | 13                 | La BD The Comic                                                           | Ben Bocquelet, Louise Coats, Benjamin Balisteri, Ben Joseph, Greg White, Tobi Wilson & Vaughn Tada | 26 octobre 2015                                                         | 11 avril 2016      |
| Sarah G. Lato (la fille du cône de glace de "Les Pulls" et "L'Admiratrice" qui dessine obsessionnellement le fan art de Gumball et Darwin) crée une bande dessinée de Gumball comme un superhéros nommé Cœur de Feu, incitant Gumball à agir comme un dans la vraie vie. |                    |                                                                           | |                                                                         |                    |
| 130 | 14                 | Le Romantique The Romantic                                                | Nathan Auerbach, Daniel Berg, Ben Bocquelet, Louise Coats, Joe Parham & Tobi Wilson | 9 novembre 2015                                                         | 18 avril 2016      |
| Craignant d'être malade de lui à cause d'un emoji manquant sur son message, Gumball envoie Penny dans une quête romantique pour ranimer leur amour, qui se transforme en catastrophe lorsque Penny se perd dans les bois. |                    |                                                                           | |                                                                         |                    |
| 131 | 15                 | Les Vidéos The Uploads                                                    | Ben Bocquelet, Louise Coats, Nathan Auerbach, Daniel Berg, Andrew Jones, Ciaran Murtagh, Joe Parham & Tobi Wilson | 16 novembre 2015                                                        | 26 avril 2016      |
| Gumball et Darwin deviennent accro à regarder Elmore Stream (la version de YouTube de l'émission) et les téléspectateurs regardent les différentes vidéos en ligne que les résidents d'Elmore ont téléchargées sur Internet. |                    |                                                                           | |                                                                         |                    |
| 132 | 16                 | Le Stagiaire The Apprentice                                               | Ben Bocquelet, Louise Coats, Phil Whelans, Daniel Berg, Nathan Auerbach, Mic Graves & Tobi Wilson | 11 décembre 2015 (en ligne) 7 janvier 2016 (télé)                       | 2 mai 2016         |
| Gumball écrit avec Patrick Fitzgerald (le père de Penny) alors que Patrick se prépare à présenter les plans d'un nouvel hôpital au PDG de Chanax - et finit par le lier à un jeu de golf avec le PDG. Note: Bien que l'épisode s'appelle « Le Stagiaire », l'annonce vocale dit « L’Apprenti ». |                    |                                                                           | |                                                                         |                    |
| 133 | 17                 | Le Câlin The Hug                                                          | Ben Bocquelet, Louise Coats, Andrew Jones, Ciaran Murtagh & Tobi Wilson | 18 décembre 2015 (en ligne) 14 janvier 2016 (Dclogo_15_ans.PNG)         | 9 mai 2016         |
| Pour prouver à Darwin qu'il peut être imprévisible, Gumball décide de câliner la première personne qu'il voit - un hot-dog anthropomorphe - et Gumball finit dans sa tête quand lui et Mister Hot-Dog ne peuvent pas s'arrêter de se cogner. |                    |                                                                           | |                                                                         |                    |
| 134 | 18                 | La Méchante The Wicked                                                    | Ben Bocquelet, Mic Graves, Louise Coats, Timothy Mills, Nathan Auerbach, Joe Parham & Tobi Wilson | 31 décembre 2015 (en ligne) 21 janvier 2016 (Disney_Channel_10_ans.jpg) | 16 mai 2016        |
| Darwin tente de prouver à Gumball que l'épouse de M. Robinson, Margaret, est une bonne personne sous ses tendances sociopathe destructrices, mais quand Darwin voit à quel point Margaret est malfaisante. Et, le duo décide de l'attraper en train de commettre de grands vols de voiture. |                    |                                                                           | |                                                                         |                    |
| 135 | 19                 | Le Traître The Traitor                                                    | Ben Bocquelet, Guillaume Cassuto, Daniel Berg, Nathan Auerbach, Joe Parham & Tobi Wilson | 3 janvier 2016 (en ligne) 28 janvier 2016 (Disney_Channel_avec_NRJ.png) | 23 mai 2016        |
| Quand Alan aurait abandonné la date du dîner de Gumball avec lui, Gumball est désespéré de le traquer et de lui faire payer sa trahison, seulement pour apprendre qu'Alan emmène sa mère, Jessica, à l'hôpital pour une greffe d'organe. |                    |                                                                           | |                                                                         |                    |
| 136 137 | 2021               | Les Origines The OriginsLes Origines, Deuxième Partie The Origins: Part 2 | Ben Bocquelet, Mic Graves, Louise Coats, Daniel Berg, Nathan Auerbach, Joe Parham & Tobi WilsonBen Bocquelet, Mic Graves, Louise Coats, Andrew Jones, Ciaran Murtagh, Daniel Berg, Nathan Auerbach, Joe Parham & Tobi Wilson | 15 février 2016                                                         | 30 mai 2016        |
| Dans ce premier épisode d'une demi-heure, un Gumball de quatre ans devient trop difficile à gérer pour les jeunes parents, Nicole et Richard, alors ils lui achètent un poisson rouge, mais après les six premiers meurent de négligence, de bêtise et incidents malheureux, Richard trouve un spécial dans une camionnette rouge ombragée qui se lie avec Gumball sur le plan spirituel. Cela est mis à l'épreuve lorsque Darwin se retrouve dans les toilettes et doit traverser un nouveau monde effrayant pour rentrer chez lui. |                    |                                                                           | |                                                                         |                    |
| 138 | 22                 | L'Amoureuse The Girlfriend                                                | Ben Bocquelet, Mic Graves, Louise Coats, Joe Parham, Tobi Wilson, Nathan Auerbach & Daniel Berg | 22 février 2016                                                         | 9 juin 2016        |
| Après avoir vu Alan et Carmen bondir pendant son intimidation au déjeuner, Jamie décide qu'elle a besoin d'un amour... et a les yeux sur Darwin. |                    |                                                                           | |                                                                         |                    |
| 139 | 23                 | Les Conseils The Advice                                                   | Ben Bocquelet, Mic Graves, Louise Coats, Joe Parham, Tobi Wilson, Nathan Auerbach & Daniel Berg | 14 avril 2016                                                           | 16 juin 2016       |
| M. Small pense qu'il n'a pas inspiré les enfants d'Elmore Junior High, alors Gumball et Darwin tentent de remonter le moral... et finissent par causer du chaos et de mettre la plupart des étudiants (et des professeurs) à l'infirmerie de l'école (et d'autres à l'hôpital) après avoir suivi les conseils inutiles de M. Small. |                    |                                                                           | |                                                                         |                    |
| 140 | 24                 | Le Signal The Signal                                                      | Ben Bocquelet, Mic Graves, Joe Parham, Andrew Jones, Ciaran Murtagh & Tobi Wilson | 28 avril 2016                                                           | 23 juin 2016       |
| De mystérieuses interruptions de satellites qui affectent Elmore causent une tension entre Gumball et Darwin, tandis que Richard doit se séparer de son téléviseur lorsqu'il ne peut pas le réparer. |                    |                                                                           | |                                                                         |                    |
| 141 | 25                 | Le Parasite The Parasite                                                  | Ben Bocquelet, Nathan Auerbach, Daniel Berg, Guillaume Cassuto & Tobi Wilson | 9 mai 2016                                                              | 30 juin 2016       |
| Darwin et Gumball découvrent qu'Anais a fait un autre nouvel ami (un canard nommé Jodie), mais, après avoir lu son journal et l'avoir vue interagir avec Jodie, ils commencent à soupçonner que la nouvelle amie d'Anais l'utilise. NOTE: Sur la plupart des canaux Cartoon Network et sur l'application Cartoon Network, cet épisode a été diffusé sans sa carte de titre. Sur Hulu Plus, l'épisode est diffusé avec sa carte titre. |                    |                                                                           | |                                                                         |                    |
| 142 | 26                 | L'Amour The Love                                                          | Ben Bocquelet, Tobi Wilson, Andrew Jones, Ciaran Murtagh & Joe Parham | 16 mai 2016                                                             | 4 juillet 2016     |
| Après Bobert, le robot avoue à Gumball et Darwin qu'il est tombé amoureux, un numéro musical et une série de vignettes illustrent ce qu'est l'amour et comment les gens d'Elmore l'expriment. |                    |                                                                           | |                                                                         |                    |
| 143 | 27                 | Le Malaise The Awkwardness                                                | Ben Bocquelet, Guillaume Cassuto, Nathan Auerbach, Daniel Berg, Joe Parham & Tobi Wilson | 23 mai 2016                                                             | 11 juillet 2016    |
| Un simple passage au magasin pour le ketchup amène Gumball à rencontrer à nouveau Mister Hot-Dog (de "Le Câlin") et à essayer de s'éloigner de lui. |                    |                                                                           | |                                                                         |                    |
| 144 | 28                 | Le Nid The Nest                                                           | Ben Bocquelet, Guillaume Cassuto, Nathan Auerbach, Daniel Berg & Tobi Wilson | 30 mai 2016                                                             | 18 juillet 2016    |
| Les résidents d'Elmore disparaissent, et la cause de ces disparitions pourrait être plus proche de chez eux que ne le pensent les Wattersons. |                    |                                                                           | |                                                                         |                    |
| 145 | 29                 | Les Points The Points                                                     | Ben Bocquelet, Joe Parham, Tobi Wilson, Nathan Auerbach & Daniel Berg | 6 juin 2016                                                             | 1er août 2016      |
| Gumball et Darwin font des tâches pour Tobias (qui alimente actuellement sa dépendance à jouer à des jeux en ligne avec des achats à la bibliothèque de l'école) dans l'espoir de gagner des points pour de l'argent. |                    |                                                                           | |                                                                         |                    |
| 146 | 30                 | Le Bus The Bus                                                            | Ben Bocquelet, Mic Graves, Joe Parham, Nathan Auerbach, Daniel Berg & Tobi Wilson | 13 juin 2016                                                            | 8 août 2016        |
| Rocky passe délibérément devant l'école et ramasse quatre pirates de l'air (Principal Brown, Richard, le père de Tobias Harold, et le père d'Alan) qui tiennent tout le monde en otage, mais l'intrigue tourne mal quand ils révèlent qu'ils ont une valise explosive, l'argent de la rançon qu'ils exigent est réel, et la police est en fait après eux. |                    |                                                                           | |                                                                         |                    |
| 147 | 31                 | La Nuit The Night                                                         | Ben Bocquelet, Guillaume Cassuto, Nathan Auerbach, Daniel Berg, Joe Parham & Tobi Wilson | 20 juin 2016                                                            | 15 août 2016       |
| La lune examine les rêves et les cauchemars des résidents d'Elmore. |                    |                                                                           | |                                                                         |                    |
| 148 | 32                 | Les Malentendus The Misunderstandings                                     | Ben Bocquelet, Tobi Wilson, Andrew Jones, Ciaran Murtagh & Joe Parham | 27 juin 2016                                                            | 22 août 2016       |
| Gumball a un malentendu avec Penny sur l'endroit où se rencontrer lors d'un déjeuner - et sa course vers le centre commercial mène à une série de malentendus avec tous ceux qu'il rencontre. |                    |                                                                           | |                                                                         |                    |
| 149 | 33                 | Les Racines The Roots                                                     | Ben Bocquelet, Tobi Wilson, Nathan Auerbach, Daniel Berg & Joe Parham | 4 juillet 2016                                                          | 1er septembre 2016 |
| Après avoir vu un triste regard de Darwin sur un aquarium à l'animalerie du centre commercial, Nicole et le reste de la famille pensent que Darwin est mécontent de vivre sur terre et essaie de le reconnecter avec ses racines de la mer. |                    |                                                                           | |                                                                         |                    |
| 150 | 34                 | La Faute The Blame                                                        | Ben Bocquelet, Louise Coats, Guillaume Cassuto, Nathan Auerbach, Daniel Berg, Joe Parham & Tobi Wilson | 11 juillet 2016                                                         | 15 septembre 2016  |
| Après que Billy Parham ait cessé de jouer à des jeux vidéo pour la première fois de sa vie, sa mère, Felicity, propose de bannir tous les jeux vidéo et encourage les enfants d'Elmore à les lire, mais les enfants se défendent la littérature est pleine de moments violents et moralement douteux. |                    |                                                                           | |                                                                         |                    |
| 151 | 35                 | La Claque The Slap                                                        | Ben Bocquelet, Joe Parham, Joe Markham, John Sheerman & Tobi Wilson | 18 juillet 2016                                                         | 22 septembre 2016  |
| Après que Gumball apprenne que Tobias frappe les fesses de tout le monde qu'il salue (et que Gumball est la seule personne à qui il ne l'a pas fait), Gumball devient obsédé par le fait que Tobias le gifle dans les fesses. |                    |                                                                           | |                                                                         |                    |
| 152 | 36                 | La Détective The Detective                                                | Ben Bocquelet, Tobi Wilson, Nathan Auerbach, Daniel Berg & Joe Parham | 1er août 2016                                                           | 4 octobre 2016     |
| Dans cette émission d'émissions de télévision policières procédurales (en particulier True Detective), Anaïs enquête sur le cas de sa poupée Daisy le Petit Âne disparue. |                    |                                                                           | |                                                                         |                    |
| 153 | 37                 | La Fureur The Fury                                                        | Ben Bocquelet, Mic Graves, Louise Coats, Nathan Auerbach, Daniel Berg, Guillaume Cassuto, Joe Parham & Tobi Wilson | 15 août 2016                                                            | 11 octobre 2016    |
| Alors qu'elle emmène ses enfants à l'école, Nicole est réunie avec un vieux rival et karaté kohai, Yuki Yoshida (la mère de Masami), qui veut la combattre, mais Nicole refuse... jusqu'à ce que Yuki menace de la renvoyer chez elle. Animation animée par : Studio 4° C |                    |                                                                           | |                                                                         |                    |
| 154 | 38                 | La Compilation The Compilation                                            | Ben Bocquelet, Rikke Asbjorn, James Hamilton, James Huntrods, Joe Markham, John Sheerman & Tobi Wilson | 22 août 2016                                                            | 18 octobre 2016    |
| Dans cette pièce d'accompagnement de "Les Vidéos" (et parodie de shows blooper), les vidéos virales les plus populaires d'Elmore sont présentées dans le cadre d'une série intitulée The Best of Elmore StreamIt. |                    |                                                                           | |                                                                         |                    |
| 155 | 39                 | L'Arnaque The Scam                                                        | Ben Bocquelet, Joe Parham, Nathan Auerbach, Daniel Berg, Guillaume Cassuto & Tobi Wilson | 14 septembre 2016                                                       | 25 octobre 2016    |
| Dans cet hommage à Ghostbusters et Halloween spécial, Gumball effraie l'école en pensant qu'un monstre nommé Gargaroth hante l'endroit, puis recrute Carrie et Darwin (qui a le béguin pour Carrie) comme exterminateurs de fantômes afin d'escroquer tout le monde dans Elmore de leur bonbon. Les choses deviennent collantes, cependant, lorsque Gargaroth s'avère être réel et prend le contrôle de l'école. Note: Bien que cet épisode soit considéré comme faisant partie de la quatrième saison (et diffusé comme tel dans d'autres pays comme la France, le Canada et le Royaume-Uni), il a été diffusé en octobre sur Cartoon Network en Amérique. Un épisode d'Halloween. |                    |                                                                           | |                                                                         |                    |
| 156 | 40                 | Le Désastre (Partie 1) The Disaster (Part 1)                              | Ben Bocquelet, Joe Parham, Andrew Jones, Ciaran Murtagh & Tobi Wilson | 5 septembre 2016                                                        | 9 décembre 2016    |
| Première partie de deux. Rob achète une télécommande universelle de la même camionnette rouge ombragée vue dans "Le Toutou" et "Les Origines: Première Partie" et l'utilise pour contrôler Elmore et ruiner la vie de Gumball juste avant de le bannir dans le Néant. Mais alors que Gumball plonge dans son destin, la télécommande entre avec lui et Gumball appuie sur le bouton de rembobinage pour sortir - pour finir par retourner au début... |                    |                                                                           | |                                                                         |                    |

### Cinquième saison (2016–17)
| No. épisode | No. dans la saison | Titres (français et original) | Scénario | Date de diffusion  | Date de diffusion |
| --- | ------------------ | ----------------------------- | --- | ------------------ | ----------------- |
| 157 | 1                  | Le Flashback The Rerun        | Ben Bocquelet, Joe Parham, Nathan Auerbach, Daniel Berg & Tobi Wilson                                                                         | 8 décembre 2016    | 14 janvier 2017   |
| Dans cette suite de Le Désastre la saison dernière, Gumball revient sur les événements de l'épisode précédent pour empêcher Rob de ruiner sa vie, mais quand il se venge finalement de Rob (après avoir causé une autre catastrophe au centre commercial), Gumball peut sauver Rob du Néant et inverser les événements avant qu'il ne disparaisse pour toujours ? Note 1: "Le Désastre" et "Le Flashback" sont les deuxièmes demi-heures de la série (même s'il s'agit d'épisodes distincts dans l'ordre des codes de production) Note 2: En France, c'est le dernier épisode mettant en vedette Arthur Dubois sous le nom de Gumball et le premier à présenter Sophie Pyronnet comme remplaçante. |                    |                               | |                    |                   |
| 158 | 2                  | Les Histoires The Stories     | Ben Bocquelet, Joe Parham, Tobi Wilson, Andrew Jones & Ciaran Murtagh                                                                         | 9 décembre 2016    | 14 janvier 2017   |
| Quand tout le monde à l'école en a eu avec les histoires ennuyeuses de Molly, Gumball et Darwin ont un plan pour lui donner une nouvelle histoire qu'elle n'oubliera jamais. Note: Cet épisode a été diffusé avant "Le Désastre" et "Le Flashback" à la télévision américaine, donc l'épisode de la saison quatre "L'Arnaque" peut être diffusé en cette saison comme épisode d'Halloween. |                    |                               | |                    |                   |
| 159 | 3                  | L'Ami The Guy                 | Ben Bocquelet, Joe Parham, Tobi Wilson, Joe Markham & John Sheerman                                                                           | 9 décembre 2016    | 15 janvier 2017   |
| Anaïs se lie d'amitié avec un enfant maladroit nommé Josh, mais Gumball et Darwin pensent qu'il y a quelque chose qui ne va pas chez lui. |                    |                               | |                    |                   |
| 160 | 4                  | L'Ennui The Boredom           | Ben Bocquelet, Louise Coats, Joe Parham, Tobi Wilson, Nathan Auerbach, Daniel Berg, James Hamilton, James Huntrods, Joe Markham & Jess Ransom | 12 décembre 2016   | 15 janvier 2017   |
| Un samedi après-midi ennuyeux, Gumball et Darwin décident de trouver quelque chose d'intéressant à faire - seulement pour passer à côté ou passer à côté de tous les événements étranges qui se passent autour d'eux. Note: Les personnages de Clarence, Regular Show et Oncle Grandpa font des apparitions en caméo. |                    |                               | |                    |                   |
| 161 | 5                  | La Vision The Vision          | Ben Bocquelet, Tobi Wilson, Joe Markham, John Sheerman, Joe Parham & Jess Ransom                                                              | 12 décembre 2016   | 21 janvier 2017   |
| Gumball prend accidentellement le sac de sport d'Alan le ballon et trouve un lecteur flash contenant un manifeste décrivant l'ascension du Château De Cartes d'Alan au conseil des élèves d'Elmore Junior High. |                    |                               | |                    |                   |
| 162 | 6                  | Les Choix The Choices         | Ben Bocquelet, Jon Foster, James Lamont, Tobi Wilson, Nathan Auerbach, Daniel Berg & Joe Parham                                               | 13 décembre 2016   | 21 janvier 2017   |
| Lors d'un dîner désastreux à la maison, Nicole revient sur son enfance, où elle a d'abord rencontré Richard en essayant de se rendre à un tournoi de karaté, et se demande comment serait la vie si elle ne le rencontrait jamais. |                    |                               | |                    |                   |
| 163 | 7                  | Le Code The Code              | Ben Bocquelet, Joe Parham, Tobi Wilson, Andrew Jones, Ciaran Murtagh, Joe Markham, Jess Ransom & John Sheerman                                | 13 décembre 2016   | 22 janvier 2017   |
| Après que le wifi soit tombé (et Richard confesse que leur connexion vient des Robinsons), Gumball et Darwin essaient de vivre sans Internet en faisant des équivalents réels de tout ce qui est lié à Internet (email, médias sociaux, jeux, produits et services). Cependant, Anaïs les informe que pour récupérer le Wi-Fi, ils doivent pirater le compte de M. Robinson. |                    |                               | |                    |                   |
| 164 | 8                  | Le Test The Test              | Ben Bocquelet, Joe Parham, Tobi Wilson, Nathan Auerbach, Daniel Berg, Joe Markham, Jess Ransom & John Sheerman                                | 14 décembre 2016   | 22 janvier 2017   |
| Gumball passe un test en ligne et est étiqueté comme un « perdant », alors il décide de garder toutes ses remarques sarcastiques... ce qui rend Gumball malade et transforme sa réalité en une sitcom familiale trop clichée mettant en vedette Tobias. Note: Pour le résultat du test en ligne, un « perdant » est seulement en version originale. En français, il est destitué comme « le raté ». |                    |                               | |                    |                   |
| 165 | 9                  | L'Application The Slide       | Ben Bocquelet, Tobi Wilson, James Hamilton, James Huntrods & Joe Parham                                                                       | 15 décembre 2016   | 28 janvier 2017   |
| Après avoir fermé les yeux avec la fille de ses rêves au centre commercial, Rocky obtient de l'aide de Gumball et Darwin pour la trouver sur une nouvelle application de rencontres. |                    |                               | |                    |                   |
| 166 | 10                 | La Faille The Loophole        | Ben Bocquelet, Joe Parham, Tobi Wilson, James Hamilton, James Huntrods & Joe Markham                                                          | 16 décembre 2016   | 28 janvier 2017   |
| Gumball et Darwin tentent d'apprendre à Bobert à aider les gens, mais il continue de prendre les choses à la lettre. Quand ils lui disent de protéger la vie à tout prix et d'arrêter tout danger potentiel, il décide d'éradiquer toute vie sur Terre. |                    |                               | |                    |                   |
| 167 | 11                 | Les Imitateurs The Copycats   | Ben Bocquelet, Tobi Wilson, James Hamilton, James Huntrods & Joe Markham                                                                      | 6 février 2017     | 8 mai 2017        |
| Gumball et Darwin rencontrent leurs homologues Doppelgänger, une chèvre nommée Chi Chi, et une grenouille nommée Ribbit, qui imitent tout ce qu'ils font. Bientôt, toute la famille, sauf Anaïs, affronte ses imitateurs en allant plus loin avec leurs cascades scandaleuses. Note 1: La famille arnaque chinoise est basée sur Miracle Star, une véritable arnaque chinoise du Monde incroyable de Gumball. Note 2: Aux Etats-Unis, c'est le dernier épisode mettant en vedette Jacob Hopkins et Terrell Ransom Jr. sous le nom de Gumball et Darwin et le premier à présenter Nicolas Cantu et Donielle Hansley, Jr. comme remplaçants.                                                         |                    |                               | |                    |                   |
| 168 | 12                 | La Pomme de Terre The Potato  | Mic Graves, Joe Markham, Jess Ransom, Andrew Jones, Ciaran Murtagh & Tobi Wilson                                                              | 7 février 2017     | 4 mai 2017        |
| Darwin arrête de manger des pommes de terre après avoir pensé que Idaho le hait de le faire. |                    |                               | |                    |                   |
| 169 | 13                 | L'Occasion The Fuss           | Ben Bocquelet, Joe Parham, Tobi Wilson, James Hamilton, James Huntrods & Joe Markham                                                          | 8 février 2017     | 1er mai 2017      |
| Nicole essaie, et échoue, de cacher sa colère et sa déception quand Richard et les enfants ne se souviennent pas de sa journée spéciale. Note: Aux Etats-Unis, cet épisode a Jacob Hopkins et Terrell Ransom, Jr. exprimant Gumball et Darwin (malgré l'aération après qu'ils ont été remplacés sur "Les Imitateurs"). Dans l'ordre de production, cet épisode devait être diffusé après "La Faille", mais avant "Les Imitateurs". |                    |                               | |                    |                   |
| 170 | 14                 | L'Extérieur The Outside       | Ben Bocquelet, Mic Graves, Tobi Wilson, James Hamilton, James Huntrods, Jess Ransom & Joe Markham                                             | 9 février 2017     | 7 mai 2017        |
| Lorsque la famille rend visite au père de Richard, Frankie, qui vit dans une caravane dans le dépotoir de la ville, ils supposent qu'il a passé du temps en prison en raison de son absence prolongée de la vie de Richard et tentent de le faire se sentir chez lui, une prison. |                    |                               | |                    |                   |
| 171 | 15                 | Le Vase The Vase              | Ben Bocquelet, Joe Parham, Tobi Wilson, Mic Graves, James Hamilton, James Huntrods, Joe Markham & Jess Ransom                                 | 13 février 2017    | 2 mai 2017        |
| Malade de cadeaux moche de Granny Jojo, Nicole encourage les enfants à prendre les choses en main et « accidentellement » casser son dernier vase hideux. |                    |                               | |                    |                   |
| 172 | 16                 | L'Entremetteur The Matchmaker | Ben Bocquelet, Mic Graves, Joe Parham, Tobi Wilson, Andrew Jones, Ciaran Murtagh, James Hamilton & Joe Markham                                | 14 février 2017    | 7 septembre 2017  |
| Gumball pense que Darwin est un amoureux de Teri l'ourson découpé sur papier, et enrôle Carrie le fantôme (qui a eu le béguin pour Darwin depuis "L'Arnaque") pour aider Darwin à tomber sur Teri. |                    |                               | |                    |                   |
| 173 | 17                 | La Boîte The Box              | Ben Bocquelet, Mic Graves, Joe Parham, Tobi Wilson, Brydie Lee-Kennedy, Joe Markham & James Hamilton                                          | 15 février 2017    | 6 septembre 2017  |
| Les Watterson reçoivent un paquet banalisé dans le courrier et se rendent fou en trouvant ce qui pourrait être à l'intérieur. |                    |                               | |                    |                   |
| 174 | 18                 | La Console The Console        | Ben Bocquelet, Tobi Wilson, Nathan Auerbach, Daniel Berg, Joe Markham & Joe Parham                                                            | 16 février 2017    | 6 mai 2017        |
| Gumball reçoit une console de jeu vidéo pour son anniversaire (tardif) qui transforme Elmore en un jeu de rôle japonais fantaisiste. |                    |                               | |                    |                   |
| 175 | 19                 | Les Skaters The Ollie         | Ben Bocquelet, Joe Parham, James Hamilton, James Huntrods, Joe Markham, Tim Mills, Simon Landrein & Tobi Wilson                               | 20 février 2017    | 3 mai 2017        |
| Gumball enseigne à Darwin tout ce qu'il sait sur le monde du skateboard - qui, dans ce cas, est un tas de mensonges et d'exagérations. Note: Aux Etats-Unis, cet épisode a été publié en ligne le 9 décembre 2016. |                    |                               | |                    |                   |
| 176 | 20                 | Le Profil The Catfish         | Ben Bocquelet, Joe Parham, Tobi Wilson, James Hamilton, James Huntrods, Jess Ransom & Joe Markham                                             | 21 février 2017    | 9 mai 2017        |
| Quand Gumball et Darwin réalisent Grand-père Louie n'a pas d'amis, ils en créent un appelé Muriel, quand Mamie Jojo découvre que Louie a passé du temps en ligne avec une autre « femme », elle est dévastée, et que Muriel n'existe pas ne l'empêchera pas d'être détruite. |                    |                               | |                    |                   |
| 177 | 21                 | Le Cycle The Cycle            | Ben Bocquelet, Joe Parham, Tobi Wilson, Andrew Jones, Ciaran Murtagh, James Hamilton & Jess Ransom                                            | 22 février 2017    | 4 septembre 2017  |
| Gumball, Darwin et Anaïs aident Richard à se venger du père de Tobias, Harold, qui l'a harcelé depuis qu'il l'a établi pour être le roi du bal au lycée. |                    |                               | |                    |                   |
| 178 | 22                 | Les Étoiles The Stars         | Ben Bocquelet, Mic Graves, Joe Parham, Tobi Wilson, Andrew Jones, Ciaran Murtagh & Joe Markham                                                | 23 février 2017    | 5 septembre 2017  |
| Quand Richard donne un mauvais commentaire à Larry le coiffeur pour lui avoir dit qu'il est chauve, on lui offre une coupe de cheveux gratuite. Cela inspire Gumball et Darwin à lancer une série de révisions et de cibles partout où Larry travaille (pratiquement partout dans Elmore), le forçant à leur donner des trucs avec la menace d'une mauvaise critique -- et tous les autres deviennent paranoïaques de dire ou de faire quelque chose dans la peur d'obtenir zéro étoiles. |                    |                               | |                    |                   |
| 179 | 23                 | Les Notes The Grades          | Ben Bocquelet, Joe Parham, Tobi Wilson, Andrew Jones, Ciaran Murtagh & James Hamilton                                                         | 27 février 2017    | 8 septembre 2017  |
| Mlle Simian découvre un test raté du passé de Gumball qui fait baisser sa moyenne et force Gumball à retourner à la maternelle. Cependant, avec Gumball rétrogradé, Mlle Simian s'est mise en danger d'être licenciée pour ne pas avoir assez d'étudiants, donc elle doit faire passer son dernier examen à Gumball par tous les moyens nécessaires. |                    |                               | |                    |                   |
| 180 | 24                 | Le Régime The Diet            | Ben Bocquelet, Mic Graves, Tobi Wilson, James Hamilton, James Huntrods, Jess Ransom, Joe Markham & Joe Parham                                 | 28 février 2017    | 9 septembre 2017  |
| Gumball et Darwin aident Richard à perdre du poids, mais sa nouvelle personnalité devient une douleur pour tout le monde autour de lui. |                    |                               | |                    |                   |
| 181 | 25                 | L'Ex The Ex                   | Ben Bocquelet, Mic Graves, Joe Parham, Tobi Wilson, Joe Markham, Jon Purkis, Tom Neenan & James Hamilton                                      | 1er mars 2017      | 10 septembre 2017 |
| Quand Gumball apprend que son ennemi juré, Rob le Cyclope (anciennement connu sous le nom de Dr. Fracasse), a trouvé un nouvel ennemi, Gumball essaie de saboter le nouveau "vaisseau ennemi" de Rob, à la grande frustration de Penny. Trivia: L'épisode de la série animée est diffusée le 18 décembre 2016 |                    |                               | |                    |                   |
| 182 | 26                 | Le Sorcier The Sorcerer       | Ben Bocquelet, Joe Parham, Tobi Wilson, Jack Bernhardt & Joe Markham                                                                          | 15 mars 2017       | 5 mai 2017        |
| Gumball refuse d'accepter qu'il est le seul enfant à l'école sans pouvoirs spéciaux et convainc Mme Jötunheim, la mère du géant Hector, de le prendre comme apprenti -- et finit par lâcher un géant, un troll Internet sur Elmore. |                    |                               | |                    |                   |
| 183 | 27                 | Le Menu The Menu              | Ben Bocquelet, James Hamilton, Tobi Wilson & James Huntrods                                                                                   | 6 mars 2017        | 12 septembre 2017 |
| Le joyau du menu secret de Au Bon Burger est un hamburger mystérieux, mais pour le commander, un client doit connaître son nom. Quand Larry refuse de dire aux Watterson comment s'appelle-t-il, Richard, Gumball et Darwin vont à des longueurs énormes pour le découvrir. |                    |                               | |                    |                   |
| 184 | 28                 | L'Oncle The Uncle             | Ben Bocquelet, Mic Graves, Joe Markham, Tobi Wilson, Jack Bernhardt, James Huntrods, & James Hamilton                                         | 4 mars 2017        | 12 septembre 2017 |
| Gumball essaie de devenir l'ami d'Ocho après qu'il croit que son oncle est le même Mario de la série de jeux vidéo Super Mario Bros. |                    |                               | |                    |                   |
| 185 | 29                 | La Tordue The Weirdo          | Ben Bocquelet, Mic Graves, James Hamilton, Joe Parham, Tobi Wilson, Andrew Jones, Ciaran Murtagh, Joe Markham & Jess Ransom                   | 8 mars 2017        | 11 septembre 2017 |
| Gumball et Darwin essayent d'aider Sussie la marionnette du menton à devenir moins bizarre après l'avoir vue se faire harceler... jusqu'à ce qu'ils apprennent ce que c'est que d'être elle en mettant ses yeux plastiques et googly. |                    |                               | |                    |                   |
| 186 | 30                 | Le Braquage The Heist         | Ben Bocquelet, Mic Graves, Tobi Wilson, Tom Neenan, Jon Purkis, James Hamilton & Joe Markham                                                  | 9 mars 2017        | 3 décembre 2017   |
| Une mésaventure avec un casque de moto conduit Richard avec 2 millions de dollars de la banque d'Elmore. Avec la police (incompétente) essayant de trouver le voleur, les Wattersons se chamaillent pour savoir si l'argent devrait être retourné (et tous sont confrontés à une peine perpétuelle pour vol de banque accidentel) ou s'ils devraient le dépenser. Note : En France, c'est le dernier épisode mettant en vedette Tim Belasri sous le nom de Darwin et le premier à présenter de Marie-line Landerwijn comme remplaçante. |                    |                               | |                    |                   |
| 187 | 31                 | Les Chansons The Singing      | Ben Bocquelet, Mic Graves, Tobi Wilson, Tom Neenan, Jon Purkis, James Hamilton & Joe Markham                                                  | 1er septembre 2017 | 12 décembre 2017  |
| Les gens d'Elmore apprécient une journée de chant, tandis que Nicole lance la pomme de douche qui a commencé le chant en premier lieu. Note: Ceci est le premier épisode de la série entière où Gumball n'est pas montré. |                    |                               | |                    |                   |
| 188 | 32                 | La Meilleure The Best         | Ben Bocquelet, Jess Ransom, Tobi Wilson, James Hamilton, James Huntrods, Joe Markham & Joe Parham                                             | 8 septembre 2017   | 24 novembre 2017  |
| Carmen agace continuellement Gumball en corrigeant ou en critiquant ses standards. Après avoir essayé et échoué à revenir sur elle, il découvre son passé en tant qu'étudiant troublant à Franklin Jr. High et tente de télécharger un clip de nouvelles de son arrestation / expulsion sur Elmore Stream-It. |                    |                               | |                    |                   |
| 189 | 33                 | Le Pire The Worst             | Ben Bocquelet, Tobi Wilson, Tom Neenan, Jon Purkis, James Hamilton, Joe Markham & Jess Ransom                                                 | 15 septembre 2017  | 25 novembre 2017  |
| Les Wattersons sont fâchés, croyant qu'ils ont le pire jour en raison de la discrimination fondée sur l'âge et le sexe. Ils décident donc de changer d'âge et de sexe pour savoir qui est le plus dur: hommes, femmes, adultes ou enfants. |                    |                               | |                    |                   |
| 190 | 34                 | La Grève The Deal             | Ben Bocquelet, Mic Graves, James Hamilton, Jess Ransom, Bec Hill, Jonathan Leigh Wright & Joe Markham                                         | 22 septembre 2017  | 27 novembre 2017  |
| Quand Nicole obtient finalement une augmentation et devient l'employé du mois, Richard se sent qu'il n'est pas apprécié pour être un père de rester à la maison. Mais quand il montre à Nicole ce qu'il fait pour que les enfants soient nourris, propres et prêts pour l'école et que Nicole l'appelle, Richard se met en grève et la maison va en pot quand les enfants deviennent des démons de Gremlins. |                    |                               | |                    |                   |
| 191 | 35                 | Les Pétales The Petals        | Ben Bocquelet, Jess Ransom, Tobi Wilson, James Hamilton, James Huntrods & Joe Markham                                                         | 29 septembre 2017  | 22 novembre 2017  |
| Quand Leslie la fleur commence à flétrir, Gumball et Darwin font ce qu'ils peuvent pour aider leur pote floral à être belle - et Leslie finit par courir peur lorsque Gumball révèle une solution macabre au problème de flétrissement de Leslie. |                    |                               | |                    |                   |
| 192 | 36                 | Les Marionnettes The Puppets  | Ben Bocquelet, Joseph Pelling, Rebeca Sloan, Louise Coats, James Hamilton, Tobi Wilson, Tom Neenan & Jon Purkis                               | 6 octobre 2017     | 20 novembre 2017  |
| Quand Gumball et Darwin retrouvent leurs marionnettes qu’ils allaient donner pour un vide grenier, Darwin veut se remettre à jouer avec elles. Mais quand il le fait, il semble être possédé. Gumball se retrouve forcé d’aller dans un monde qu’ils avaient imaginé étant plus jeunes pour le sauver. Note: Les marionnettes ont été jouées par This Is It (le collectif derrière la série YouTube Don't Hug Me I'm Scared) |                    |                               | |                    |                   |
| 193 | 37                 | Le Fléau The Nuisance         | Ben Bocquelet, Jess Ransom, Tobi Wilson, Jack Bernhardt, James Hamilton & Joe Markham                                                         | 13 octobre 2017    | 23 novembre 2017  |
| Les Watterson craignent le pire quand ils reçoivent une invitation à une réunion du maire d'Elmore qui leur "offre" une nouvelle maison dans un nouveau quartier dans un autre état de l'Ohio ... à moins qu'ils ne deviennent des citoyens modèles . Mais quand un citoyen modèle rend les Wattersons humains et que le maire révèle la vraie raison pour laquelle il veut se débarrasser des Wattersons, la famille doit faire ce qu'elle peut pour rendre Elmore peu attrayant pour les acheteurs potentiels. Cet épisode a été diffusé en Italie le 10 octobre 2017. |                    |                               | |                    |                   |
| 194 | 38                 | La Queue The Line             | Mic Graves, James Hamilton, Tobi Wilson, James Huntrods, Brydie Lee-Kennedy, Joe Markham & Jess Ransom                                        | 20 octobre 2017    | 28 novembre 2017  |
| Les Wattersons et tout Elmore font tout ce qu'il faut pour être les premiers à la nouvelle projection du drame spatial science-fiction de Star Wars, L’Odyssée des Etoiles: Le Revers de La Force. Cet épisode a été diffusé en Italie le 17 octobre 2017. |                    |                               | |                    |                   |
| 195 | 39                 | La Liste The List             | Ben Bocquelet, James Hamilton, Jess Ransom, Brydie Lee-Kennedy, Joe Markham, Joe Parham & Tobi Wilson                                         | 3 novembre 2017    | 12 décembre 2017  |
| Quand Gumball et Darwin découvrent que Nicole a dû abandonner ses objectifs de vie pour être une épouse et une mère, le duo décide de l'aider en faisant ses corvées... et finit par prendre la liste des buts qu'elle avait quand elle avait seize ans. Cet épisode est diffusé en Italie le 13 octobre et en Espagne le 26 octobre 2017. |                    |                               | |                    |                   |
| 196 | 40                 | Le Journal The News           | Ben Bocquelet, Joe Parham, Tobi Wilson, Nathan Auderbach & Daniel Berg                                                                        | 1er décembre 2017  | 31 décembre 2017  |
| Alors que Gumball et Darwin ne trouvent aucun programme qui les intéressent à la télévision, ils finissent par tombee sur le journal télévisé d’Elmore qu’ils décident de regarder pour passer le temps. |                    |                               | |                    |                   |

### Sixième saison (2018–19)
| No. épisode | No. dans la saison | Titres (français et original)        | Scénario | Storyboard          | Date de diffusion | Date de diffusion | Date de diffusion  |
| --- | ------------------ | ------------------------------------ | --- | ------------------- | ----------------- | ----------------- | ------------------ |
| 197 | 1                  | La Rivale The Rival                  | Ben Bocquelet, Joe Parham, Tobi Wilson, James Hamilton, Jon Purkis, & Joe Markham                                          | Adrian Maganza      | 5 janvier 2018    | 4 mai 2018        | 3 mai 2018         |
| À l'époque où Anaïs est un bébé nouveau-né, Gumball et Darwin sont terrifiés par sa nature sinistre et maléfique qui consiste à essayer de mettre les garçons dans le pétrin et de les tuer. Ils décident de l'expédier, mais sa boîte finit par être ramassée par les éboueurs, forçant les garçons à aller la sauver. |                    |                                      | |                     |                   |                   |                    |
| 198 | 2                  | La Dame The Lady                     | Ben Bocquelet, Joe Markham, Tobi Wilson, & James Hamilton                                                                  | Chloé Nicolay       | 1er janvier 2018  | 1er mai 2018      | 30 avril 2018      |
| Gumball et Darwin se méfient de la connexion de Richard avec une femme nommée Samantha qui traîne toujours avec un groupe de vieilles dames. Lorsqu'ils se rendent compte que Richard et Samantha sont une seule et même personne, ils cherchent à redresser un tort. |                    |                                      | |                     |                   |                   |                    |
| 199 | 3                  | Le Pigeon The Sucker                 | Ben Bocquelet, Joe Markham, Joe Parham, Jack Bernhardt, James Hamilton & Tobi Wilson                                       | Richard Méril       | 1er janvier 2018  | 2 mai 2018        | 1er mai 2018       |
| Darwin se retrouve en détention avec Julius Oppenheimer Jr. (l'intimidateur inspiré des bandes dessinées des années 1920, vu pour la première fois sur "La Leçon") pour avoir tenté de réparer le vandalisme de Julius, et Julius contre Darwin pour faire partie de son gang. Je le regrette quand tout ce que fait Darwin ne va pas. Note: C'est le deuxième épisode de toute la série où Gumball n'est pas montré, bien qu'il soit mentionné.                                                                  |                    |                                      | |                     |                   |                   |                    |
| 200 | 4                  | La Glande The Vegging                | Ben Bocquelet, Joe Parham, Tobi Wilson, James Hamilton, Tom Neenan, Andrew Jones, Joe Markham & Ciaran Murtagh             | Wandrille Maunoury  | 1er janvier 2018  | 28 mai 2018       | 5 mai 2018         |
| Gumball et Darwin décident de passer la journée entière à regarder la télévision. Pour ce faire, ils noient tous les événements bizarres autour d'eux, mais finissent par devoir sauver la famille quand ils sont coincés dans leur voiture suspendue au bord d'un pont cassé. |                    |                                      | |                     |                   |                   |                    |
| 201 | 5                  | Le Seul The One                      | Ben Bocquelet, Joe Markham, Tobi Wilson, Andrew Jones, Ciaran Murtagh & James Hamilton.                                    | Chloé Nicolay       | 1er janvier 2018  | 7 mai 2018        | 4 mai 2018         |
| Gumball est découragé par les brûlures constantes de Tobias, malgré le fait qu'il autorise Darwin à le faire et qu'il s'auto-déprécie. Réalisant que Tobias veut être son « meilleur » ami, Gumball essaie de le laisser tomber facilement, mais Tobias le prend comme une invitation à éliminer les autres amis de Gumball, style - Highlander. |                    |                                      | |                     |                   |                   |                    |
| 202 | 6                  | Le Père The Father                   | Ben Bocquelet, Tobi Wilson, James Hamilton, Jack Bernhardt, & Joe Markham                                                  | Aurélie Charbonnier | 5 janvier 2018    | 8 mai 2018        | 6 mai 2018         |
| Se sentant mal de ne pas avoir eu d'enfance avec son père, les enfants convainquent Richard d'essayer de renouer avec lui par la liaison, mais n'arrive pas à rompre ses habitudes criminelles et Richard commence à perdre patience avec lui. |                    |                                      | |                     |                   |                   |                    |
| 203 | 7                  | Le Grincement The Cringe             | Ben Bocquelet, Tobi Wilson, Joe Markham, Andrew Jones, Ciaran Murtagh, Joe Parham, & James Hamilton                        | Richard Méril       | 12 janvier 2018   | 10 mai 2018       | 7 mai 2018         |
| Marre de leurs rencontres incessantes, Gumball et Mister Hot Dog décident d'être amis pour se délecter de leurs moments embarrassants. Lorsque cela ne fonctionne pas, cependant, Gumball façonne une machine à voyager dans le temps et les deux remontent à quand toutes leurs rencontres maladroites ont commencé. |                    |                                      | |                     |                   |                   |                    |
| 204 | 8                  | La Cage The Cage                     | Ben Bocquelet, Joe Markham, Tobi Wilson, & James Hamilton                                                                  | Aurélie Charbonnier | 19 janvier 2018   | 3 mai 2018        | 2 mai 2018         |
| Quand M. Corneille (le professeur de géographie de grenouille pixélisé par ordinateur vu pour la première fois sur "Les Autres") ment à l'infirmière de l'école Band-Aid sur ses blessures, Gumball et Darwin pensent que M. Corneille est un artiste martial mixte et le convainc de monter contre un combattant russe dans un match de cage pour amasser des fonds dont l'école avait désespérément besoin. |                    |                                      | |                     |                   |                   |                    |
| 205 | 9                  | Le Voisin The Neighbor               | Ben Bocquelet, Mic Graves, Joe Markham, James Hamilton, Andrew Jones, Ciaran Murtagh, Joe Parham, & Tobi Wilson            | Bianca Ansems       | 26 janvier 2018   | 29 mai 2018       | 8 mai 2018         |
| Gumball et Darwin réalisent qu'ils n'ont jamais connu le nom du voisin de bois. Les deux font diverses tentatives pour lui faire révéler son nom jusqu'à ce qu'une source anonyme les informe qu'il s'agit de Harry Gedges, malheureusement il s'avère que c'est son nom "réel" puisqu'il a été sous le programme de protection des témoins tout ce temps. Note: Aux Etats-Unis, ceci est le dernier épisode de Donielle T. Hansley Jr. double Darwin. Christian J. Simon prend sa place à partir de The Anybody. |                    |                                      | |                     |                   |                   |                    |
| 206 | 10                 | Les Métamorphoses The Anybody        | Mic Graves, Joe Parham, James Hamilton, Jon Purkis, Tom Neenan, Joe Markham, & Jess Ransom                                 | Max Loubaresse      | 2 février 2018    | TBA               | 3 septembre 2018   |
| Clayton (la boule rouge d'argile connue pour être un menteur) se présente comme Gumball pour que Gumball puisse sortir de sa détention, mais Clayton pousse trop loin ses pouvoirs de métamorphose et finit par se présenter comme des personnes différentes à Elmore et les encadrant pour des délits. |                    |                                      | |                     |                   |                   |                    |
| 207 | 11                 | La Foi The Faith                     | Ben Bocquelet, Tobi Wilson, Joe Markham, Jack Bernhardt, & Cariad Lloyd                                                    | Richard Méril       | 9 février 2018    | 30 mai 2018       | 10 mai 2018        |
| Elmore perd soudainement sa couleur et devient noir et blanc. Alors que la ville descend dans le chaos, Gumball et Darwin s'aventurent à la recherche de la source qui s'avère être Alan qui a perdu la foi en l'humanité. Les deux doivent le convaincre que si la vie est imparfaite, nous devons faire de notre mieux pour rendre le monde meilleur. |                    |                                      | |                     |                   |                   |                    |
| 208 | 12                 | La Candidature The Candidate         | Ben Bocquelet, Tobi Wilson, Joe Markham, Jon Purkis, Tom Neenan, James Hamilton, Jack Bernhardt, Joe Parham, & Jess Ransom | Richard Méril       | 16 février 2018   | 31 mai 2018       | 11 mai 2018        |
| Tandis que les adultes organisent un gala de charité pour l'école, Gumball, Darwin et Anaïs sont forcés de rester dans la salle d'art avec les autres enfants. Gumball décide de se faire élire chef dans un plan d'évasion, mais chaque décision qu'il prend mène à l'effondrement de l'école. Anaïs doit sauver tout le monde avant que l'école n'explose. |                    |                                      | |                     |                   |                   |                    |
| 209 | 13                 | Le Pacte The Pact                    | Ben Bocquelet, Tobi Wilson, Joe Markham, James Hamilton, Eddie Robson, Jack Bernhardt, & Joe Parham                        | Aurélie Charbonnier | 23 février 2018   | 9 mai 2018        | 9 mai 2018         |
| Quand le principal Brown doit prendre le bus, lui et Gumball racontent leurs griefs au sujet de leurs petites amies respectives (le mauvais souffle du matin de Mlle Simian et le rire irritable de Penny). Ils concluent un marché pour parler de leurs problèmes aux copines de l'autre, mais le principal Brown recule de son côté, obligeant Gumball à le traquer. |                    |                                      | |                     |                   |                   |                    |
| 210 | 14                 | La Fanfiction The Shippening         | Ben Bocquelet, Joe Markham, James Hamilton, Jon Purkis, Tom Neenan, & Joe Parham                                           | Aurélie Charbonnier | 9 mars 2018       | 3 septembre 2018  | 1er septembre 2018 |
| Alors que le Super Magasin fuit Elmore, il laisse tomber un carnet de Cartoon Network trouvé par Sarah qui commence à écrire des fan-fiction. À son insu, son écriture devient réalité dans la ville et Gumball et Darwin la confrontent. Ils subissent bientôt des pressions lorsque les policiers arrivent pour récupérer le cahier. |                    |                                      | |                     |                   |                   |                    |
| 211 | 15                 | Le Cerveau The Brain                 | Ben Bocquelet, Mic Graves, Joe Parham, Joe Markham, Jack Bernhardt, Natasha Hodgson, & Tobi Wilson                         | Zhihuang Dong       | 18 juin 2018      | 4 septembre 2018  | 4 septembre 2018   |
| Anaïs commence à souffrir de lésions cérébrales après avoir palpé autant la stupidité de sa famille. Le docteur prescrit que les Watterson ne font rien de stupide pendant une semaine, mais Gumball, Darwin et Richard sont trop bêtes pour éviter des catastrophes et Nicole ne peut pas arrêter de rencontrer des gens ineptes. |                    |                                      | |                     |                   |                   |                    |
| 212 | 16                 | Les Parents The Parents              | Ben Bocquelet, Joe Markham, James Hamilton, Gemma Arrowsmith, & Tobi Wilson                                                | Aurélie Charbonnier | 18 juin 2018      | 8 septembre 2018  | 8 septembre 2018   |
| Les Watterson rencontrent les parents de Nicole, Daniel et Mary, et les invitent chez eux. Ils expriment leurs frustrations les uns sur les autres en ce qui concerne les problèmes de colère de Nicole et les attentes strictes et excessives de ses parents. Finalement, Gumball tente de résoudre leurs problèmes avec une chanson. |                    |                                      | |                     |                   |                   |                    |
| 213 | 17                 | Le Fondateur The Founder             | Mic Graves, Joe Markham, James Hamilton, Gemma Arrowsmith, & Tobi Wilson                                                   | Richard Méril       | 18 juin 2018      | TBA               | 9 septembre 2018   |
| Nicole et Richard se dirigent vers le bâtiment Chanax pour payer leur internet. Même si on lui dit d'attendre dehors, Richard se promène et se prend pour le PDG reclus de Chanax. Ses idées finissent par semer le chaos dans tout le bâtiment et Nicole doit y mettre un terme afin de pouvoir payer cette facture. |                    |                                      | |                     |                   |                   |                    |
| 214 | 18                 | Les Etudes The Schooling             | Ben Bocquelet, Mic Graves, Joe Parham, Joe Markham, James Hamilton, & Gemma Arrowsmith                                     | Ben Marsaud         | 18 juin 2018      | 10 septembre 2018 | 10 septembre 2018  |
| Gumball et Darwin se plaignent de l'école et souhaitent qu'ils puissent obtenir un emploi comme Larry. Intrigué, Larry propose a Gumball et Darwin passent une journée à faire tous ses travaux pendant « cinq minutes » pendant qu'il est en pause. Gumball et Darwin sont choqués de découvrir que faire tous les travaux à Elmore est plus difficile qu'ils ne le pensaient. |                    |                                      | |                     |                   |                   |                    |
| 215 | 19                 | L'Intelligence The Intelligence      | Mic Graves, Tobi Wilson, James Hamilton, Gemma Arrowsmith, & Joe Markham                                                   | Aurélie Charbonnier | 18 juin 2018      | 11 septembre 2018 | 11 septembre 2018  |
| Gumball et Internet se disputent, ce qui amène ce dernier à se mettre à niveau. Malheureusement, il devient trop puissant pour que toutes les technologies cessent de fonctionner, envoyant tout le monde dans l'âge des ténèbres. Sans aucune autre option, Gumball et Darwin se sont mis à la recherche d'Internet et à trouver un moyen de le réparer. |                    |                                      | |                     |                   |                   |                    |
| 216 | 20                 | La Potion The Potion                 | Ben Bocquelet, Mic Graves, Tobi Wilson, Joe Markham, Jack Bernhardt, & Sophie Duker                                        | Bianca Ansems       | 16 juillet 2018   | TBA               | 16 septembre 2018  |
| Hector en a marre d'être un géant. Gumball et Darwin essaient de lui concocter une potion de rétrécissement... |                    |                                      | |                     |                   |                   |                    |
| 217 | 21                 | Les Alternatives The Spinoffs        | Ben Bocquelet, Mic Graves, Tobi Wilson, Joe Markham, James Hamilton, & Natasha Hodgson                                     | Max Loubaresse      | 16 juillet 2018   | TBA               | 6 avril 2018       |
| Un sketch sur ce que serait Le Monde Incroyable de Gumball si quelqu'un remplaçait Gumball par quelqu'un d'autre. |                    |                                      | |                     |                   |                   |                    |
| 218 | 22                 | La Transformation The Transformation | Ben Bocquelet, Tobi Wilson, Andrew Jones, Ciaran Murtagh, Joe Markham, Lucien Young, & Joe Parham                          | Richard Meril       | 16 juillet 2018   | 2 janvier 2019    | 5 septembre 2018   |
| La famille de Penny se disputent d'être dans ou hors de leurs coquilles. Gumball raconte involontairement des histoires vagues pour les aider à régler leur différend. |                    |                                      | |                     |                   |                   |                    |
| 219 | 23                 | La Compréhension The Understanding   | Mic Graves, Joe Markham, James Hamilton, Jack Bernhardt, Tobi Wilson, Tony Hull, & Joe Parham                              | Bianca Ansems       | 16 juillet 2018   | 15 février 2019   | 6 septembre 2018   |
| Il y a un nouveau venu à l'école, mais personne ne peut comprendre ce qu'il dit. Gumball et Darwin essayent différentes manières de comprendre ce qui se passe. |                    |                                      | |                     |                   |                   |                    |
| 220 | 24                 | L'Annonce The Ad                     | Ben Bocquelet, Joe Markham, James Hamilton, Sophie Duker, Tobi Wilson, & Lucien Young                                      | Ben Marsaud         | 16 juillet 2018   | 1er mars 2019     | 7 septembre 2018   |
| Les Watterson transforment leur maison en un B&B dans le but d'obtenir de l'argent supplémentaire. |                    |                                      | |                     |                   |                   |                    |
| 221 | 25                 | Les Monstres The Ghouls              | Ben Bocquelet, Mic Graves, Joe Markham, Tony Hull, Tobi Wilson, Jess Ransom, Paul Rice, & Richard Overall                  | Oliver Hamilton     | 14 octobre 2018   | 20 octobre 2019   | 9 octobre 2019     |
| Halloween n'est plus ce qu'elle était. Gumball et Darwin peuvent-ils aider les goules à retrouver leur peur? |                    |                                      | |                     |                   |                   |                    |
| 222 | 26                 | La Puanteur The Stink                | Mic Graves, Tobi Wilson, Joe Parham, James Hamilton, Jack Bernard, & Joe Markham                                           | Bianca Ansems       | 6 septembre 2018  | 1er décembre 2019 | 7 septembre 2018   |
| Gumball et Darwin font remarquer à M. Small que tout ce qu'il fait a des conséquences et le rend donc hypocrite quand il s'agit d'être vert. Après une série de réalisations, M. Small écrase sa camionnette et décide de vivre dans les bois et de faire corps avec la nature. Se sentant coupable, Gumball et Darwin décident d'aller le chercher.. |                    |                                      | |                     |                   |                   |                    |
| 223 | 27                 | Le Savoir The Awareness              | Mic Graves, Tobi Wilson, Tom Neenan, Jack Bernhardt, Joe Parham, & Joe Markham                                             | Zhihuang Dong       | 6 novembre 2018   | 1er décembre 2019 | 7 septembre 2018   |
| Gumball offense accidentellement Leslie quand il dit que les plantes sont inutiles lors de la Semaine verte. Sentant que Leslie en profite pour ne pas en savoir beaucoup sur la culture des plantes, Gumball décide de se venger de lui en exploitant de supposées "choses végétales" que lui et Leslie peuvent faire. |                    |                                      | |                     |                   |                   |                    |
| 224 | 28                 | Le colis The Slip                    | Mic Grave, Joe Markham, Tobi Wilson, & Jess Ransom                                                                         | Aurelie Charbonnier | 7 novembre 2018   | 2 décembre 2019   | 7 avril 2019       |
| Après avoir manqué son colis, Richard ne peut plus se soucier de le retirer au dépôt ou de le payer. L'oiseau de courrier le critique pour sa paresse et commence à le tourmenter en lui faisant rater à plusieurs reprises son colis. Richard, ainsi que Gumball et Darwin, ont entrepris de lui prendre le colis. |                    |                                      | |                     |                   |                   |                    |
| 225 | 29                 | Le Drame The Drama                   | Ben Bocquelet, Tobi Wilson, James Hamilton, Gemma Arrowsmith, Joe Markham, & Lucien Young                                  | Aurelie Charbonnier | 8 novembre 2018   | 2 décembre 2019   | 7 avril 2019       |
| Après avoir parlé à Leslie et Masami, Gumball commence à douter de la nature solide des relations entre Darwin et Carrie en raison de leurs personnalités et de leurs goûts contrastés. La situation est encore compliquée par l’apparition d’Azrael, l’ex-ex-Carrie venu en visite, forçant Gumball à intervenir. |                    |                                      | |                     |                   |                   |                    |
| 226 | 30                 | Les Copines The Buddy                | Ben Bocquelet, Tobi Wilson, Jack Bernhardt, Natasha Hodgson, Joe Parham, & Joe Markham                                     | Richard Meril       | 9 novembre 2018   | 4 décembre 2019   | 7 avril 2019       |
| Lorsque les ordinateurs de la bibliothèque ont soudainement attrapé un virus, Anais et Jamie sont considérés comme les coupables par le principal Brown. Afin de clarifier leurs noms, les deux décident de résoudre le mystère avec Anais dans l'espoir de faire de Jamie son amie. |                    |                                      | |                     |                   |                   |                    |
| 227 | 31                 | La Possession The Possession         | Mic Graves, Tony Hull, & Joe Markham                                                                                       | Zhihuang Dong       | 15 avril 2019     | 20 octobre 2019   | 6 avril 2019       |
| Richard Watterson semble surnaturellement attaché à son vieux réfrigérateur. |                    |                                      | |                     |                   |                   |                    |
| 228 | 32                 | Le Maître The Master                 | Ben Bocquelet, Tobi Wilson, Jack Bernhardt, Natasha Hodgson, Lucien Young, Joe Markham, Mic Graves, & Tony Hull            | Bianca Ansems       | 22 avril 2019     | 7 décembre 2019   | 7 avril 2019       |
| Les Wattersons jouent un jeu de plateau de rôle fantastique pour résoudre leurs différends. |                    |                                      | |                     |                   |                   |                    |
| 229 | 33                 | Le Silence The Silence               | Ben Bocquelet, Tobi Wilson, Jess Ransom, & Joe Markham                                                                     | Aurelie Charbonnier | 29 avril 2019     | 7 décembre 2019   | 20 mai 2019        |
| Gumball et Darwin s'aperçoivent qu'ils ne peuvent en finir aucun comme s'ils étaient à court de choses à dire. Ils essaient une variété de remèdes différents et craignent que leur amitié ne soit plus d'actualité et tentent de la sauver. |                    |                                      | |                     |                   |                   |                    |
| 230 | 34                 | Le Futur The Future                  | Ben Bocquelet, Joe Markham, Tobi Wilson, James Hamilton, & Jon Purkis                                                      | Richard Meril       | 6 mai 2019        |                   | 8 décembre 2019    |
| La mère de Joe la Banane a disparu, enlevée par Rob. Joe, Gumball et Darwin unissent leurs forces pour la retrouver. |                    |                                      | |                     |                   |                   |                    |
| 231 | 35                 | Le Vœu The Wish                      | Mic Graves, Joe Markham, James Hamilton, Gemma Arrowsmith, & Tony Hull                                                     | Max Loubaresse      | 13 mai 2019       |                   | 8 décembre 2019    |
| Gumball et Darwin pensent qu'ils ont transformé Miss Simian en un coussin pour le cou, ce qui est très contrariant pour le principal Brown, car il n'a jamais vraiment dit à Miss Simian ses sentiments pour elle. |                    |                                      | |                     |                   |                   |                    |
| 232 | 36                 | L’Usine The Factory                  | Ben Bocquelet, Tobi Wilson, Jack Bernhardt, James Hamilton, & Joe Markham                                                  | Max Loubaresse      | 20 mai 2019       |                   | 9 décembre 2019    |
| Gumball et Darwin vont travailler avec Nicole à la Rainbow Factory et tentent de l'aider à remporter la promotion pour laquelle elle travaille durement. |                    |                                      | |                     |                   |                   |                    |
| 233 | 37                 | L'Agent The Agent                    | Richard Overall, Mic Graves, & Tony Hull                                                                                   | Zhihuang Dong       | 27 mai 2019       |                   | 20 octobre 2019    |
| Gumball joue le rôle de James Bond dans le cadre d’une mission scolaire très secrète. |                    |                                      | |                     |                   |                   |                    |
| 234 | 38                 | Le Web The Web                       | Ben Bocquelet, Joe Markham, Tobi Wilson, Jess Ransom, Joe Parham, Mic Graves, & Richard Overall                            | Aurelie Charbonnier | 3 juin 2019       |                   | 20 octobre 2019    |
| Gumball et Darwin se rendent compte que les résidents adultes d’Elmore sont dangereusement naïfs s’agissant de la sécurité en ligne et ont en fait grand besoin de l’aide des garçons pour les tâches les plus simples. |                    |                                      | |                     |                   |                   |                    |
| 235 | 39                 | Le Bazar The Mess                    | Ben Bocquelet, Tobi Wilson, Joe Markham, Lucien Young, & Jess Ransom                                                       | Max Loubaresse      | 10 juin 2019      |                   | 20 octobre 2019    |
| Gumball surveille Polly Fitzgerald. |                    |                                      | |                     |                   |                   |                    |
| 236 | 40                 | Le Cœur The Heart                    | Ben Bocquelet, Tobi Wilson, Jess Ransom, & Joe Markham                                                                     | Bianca Ansems       | 10 juin 2019      |                   | 20 octobre 2019    |
| Gumball et Darwin ont entendu M. Robinson admettre qu'il détestait les deux. En fait, il commence à se sentir mal et à la suggestion de son fils Rocky, il essaie de trouver un moyen de se réconcilier avec eux. Gumball et Darwin apprennent que le problème réside dans son cœur et leur dit qu'il déteste les sentiments forçant les deux à essayer de lui enseigner l'amour. |                    |                                      | |                     |                   |                   |                    |
| 237 | 41                 | La Révolte The Revolt                | Ben Bocquelet, Joe Markham, James Hamilton, Natasha Hodgson, Joe Parham, Tobi Wilson, Tony Hull, & Mic Graves              | Zhihuang Dong       | 17 juin 2019      |                   | 20 octobre 2019    |
| Darwin convainc les objets et les choses du monde de se révolter contre les gens. On peut voir une lampe en train se sauter sur un homme à lunettes qui tient un DVD avec des ballons dessus, c'est une référence à Pixar et Là-Haut. |                    |                                      | |                     |                   |                   |                    |
| 238 | 42                 | Les Décisions The Decisions          | Joe Markham, Lucien Young, Tobi Wilson, Tony Hull, Mic Graves, & Richard Overall                                           | Adrian Maganza      | 17 juin 2019      |                   | 20 octobre 2019    |
| Darwin en a finalement assez des conseils de Gumball et cherche un nouveau mentor. |                    |                                      | |                     |                   |                   |                    |
| 239 | 43                 | La Jalousie The BFFs                 | Ben Bocquelet, Tobi Wilson, Joe Parham, & Jess Ransom                                                                      | Bianca Ansems       | 24 juin 2019      |                   | 20 octobre 2019    |
| Quand l'ancien meilleur ami de Gumball arrive, Darwin devient jaloux. |                    |                                      | |                     |                   |                   |                    |
| 240 | 44                 | L'Inquisition The Inquisition        | Ben Bocquelet, Tobi Wilson, Jess Ransom, Joe Markham, Joe Parham, Mic Graves, & Richard Overall                            | Adrian Maganza      | 24 juin 2019      |                   | 20 octobre 2019    |
| Un homme en prises de vue réelle arrive au collège d’Elmore et annonce vouloir mettre fin à toute "conduite indécente", mais Gumball et Darwin sont suspicieux à propos de ses vraies intentions. |                    |                                      | |                     |                   |                   |                    |